# Engelse selecties op internationale voetbaltoernooien
Dit is een overzichtspagina met de selecties van het Engels voetbalelftal die deelnamen aan de grote internationale voetbaltoernooien.

## WK-eindronde 1950
- Resultaat: eerste ronde

data corresponderend met situatie voorafgaand aan toernooi
| Nummer / Naam     | Nummer / Naam       | Geboortedatum | Caps | Goals | Club                    | Duels | Goal | Kreeg geel | Kreeg voor de tweede keer geel en dus rood | Weggestuurd |
| Doel              | Doel                | Doel          | Doel | Doel  | Doel                    | Doel  | Doel | Doel       | Doel                                       | Doel        |
| ----------------- | ------------------- | ------------- | ---- | ----- | ----------------------- | ----- | ---- | ---------- | ------------------------------------------ | ----------- |
|                   | Ted Ditchburn       | 24/10/1921    | 2    |       | Tottenham Hotspur       | 0     | 0    | –          | –                                          | –           |
|                   | Bert Williams       | 31/01/1920    | 7    |       | Wolverhampton Wanderers | 3     | 0    | –          | –                                          | –           |
| Verdediging       |                     |               |      |       |                         |       |      |            |                                            |             |
|                   | John Aston Sr.      | 02/09/1921    | 14   |       | Manchester United       | 2     | 0    | –          | –                                          | –           |
|                   | Bill Eckersley      | 16/07/1925    | 0    | 0     | Blackburn Rovers        | 1     | 0    | –          | –                                          | –           |
|                   | Alf Ramsey          | 22/01/1920    | 5    |       | Tottenham Hotspur       | 3     | 0    | –          | –                                          | –           |
|                   | Laurie Scott        | 23/04/1917    | 17   |       | Arsenal                 | 0     | 0    | –          | –                                          | –           |
|                   | Jim Taylor          | 05/11/1917    | 0    | 0     | Fulham                  | 0     | 0    | –          | –                                          | –           |
|                   | Billy Wright        | 06/02/1924    | 29   |       | Wolverhampton Wanderers | 3     | 0    | –          | –                                          | –           |
| Middenveld        |                     |               |      |       |                         |       |      |            |                                            |             |
|                   | Eddie Baily         | 06/08/1925    | 0    | 0     | Tottenham Hotspur       | 1     | 0    | –          | –                                          | –           |
|                   | Henry Cockburn      | 14/09/1921    | 10   |       | Manchester United       | 0     | 0    | –          | –                                          | –           |
|                   | Jimmy Dickinson     | 24/04/1925    | 7    |       | Portsmouth              | 3     | 0    | –          | –                                          | –           |
|                   | Laurie Hughes       | 02/03/1924    | 0    | 0     | Liverpool               | 3     | 0    | –          | –                                          | –           |
|                   | Bill Nicholson      | 26/01/1919    | 0    | 0     | Tottenham Hotspur       | 0     | 0    | –          | –                                          | –           |
|                   | Willie Watson       | 07/03/1920    | 2    |       | Sunderland              | 0     | 0    | –          | –                                          | –           |
| Aanval            |                     |               |      |       |                         |       |      |            |                                            |             |
|                   | Roy Bentley         | 17/05/1924    | 4    |       | Chelsea                 | 2     | 0    | –          | –                                          |             |
|                   | Tom Finney          | 05/04/1922    | 25   |       | Preston North End       | 3     | 0    | –          | –                                          | –           |
|                   | Wilf Mannion        | 16/05/1918    | 19   |       | Middlesbrough           | 2     | 1    | –          | –                                          | –           |
|                   | Stanley Matthews    | 01/02/1915    | 30   |       | Blackpool               | 1     | 0    | –          | –                                          | –           |
|                   | Jackie Milburn      | 11/05/1924    | 7    |       | Newcastle United        | 1     | 0    | –          | –                                          | –           |
|                   | Stan Mortensen      | 26/05/1921    | 18   |       | Blackpool               | 3     | 1    | –          | –                                          | –           |
|                   | Jimmy Mullen        | 06/01/1923    | 4    |       | Wolverhampton Wanderers | 2     | 0    | –          | –                                          | –           |
| Bondscoach        |                     |               |      |       |                         |       |      |            |                                            |             |
| Vlag van Engeland | Walter Winterbottom | 31/01/1913    |      |       |                         |       |      |            |                                            |             |

## WK-eindronde 1954
- Resultaat: kwartfinale

data corresponderend met situatie voorafgaand aan toernooi
| Nummer / Naam     | Nummer / Naam       | Geboortedatum | Caps | Goals | Club                    | Duels | Goal | Kreeg geel | Kreeg voor de tweede keer geel en dus rood | Weggestuurd |
| Doel              | Doel                | Doel          | Doel | Doel  | Doel                    | Doel  | Doel | Doel       | Doel                                       | Doel        |
| ----------------- | ------------------- | ------------- | ---- | ----- | ----------------------- | ----- | ---- | ---------- | ------------------------------------------ | ----------- |
| 1                 | Gil Merrick         | 26/01/1922    | 20   |       | Birmingham City         | 3     | 0    | –          | –                                          | –           |
| 12                | Ted Burgin          | 29/04/1927    | 0    |       | Sheffield United        | 0     | 0    | –          | –                                          | –           |
| Verdediging       |                     |               |      |       |                         |       |      |            |                                            |             |
| 2                 | Ron Staniforth      | 13/04/1924    | 3    |       | Huddersfield Town       | 3     | 0    | –          | –                                          | –           |
| 3                 | Roger Byrne         | 08/02/1929    | 3    |       | Manchester United       | 3     | 0    | –          | –                                          | –           |
| 4                 | Billy Wright        | 06/02/1924    | 58   |       | Wolverhampton Wanderers | 3     | 0    | –          | –                                          | –           |
| 13                | Ken Green           | 27/04/1924    | 0    |       | Birmingham City         | 0     | 0    | –          | –                                          | –           |
| 18                | Allenby Chilton     | 16/09/1918    | 2    |       | Manchester United       | 0     | 0    | –          | –                                          | –           |
| Middenveld        |                     |               |      |       |                         |       |      |            |                                            |             |
| 5                 | Syd Owen            | 28/02/1922    | 2    |       | Luton Town              | 1     | 0    | –          | –                                          | –           |
| 6                 | Jimmy Dickinson     | 24/04/1925    | 35   |       | Portsmouth              | 3     | 0    | –          | –                                          | –           |
| 14                | Bill McGarry        | 10/06/1927    | 0    |       | Huddersfield Town       | 2     | 0    | –          | –                                          | –           |
| 16                | Albert Quixall      | 09/08/1933    | 3    |       | Sheffield Wednesday     | 0     | 0    | –          | –                                          | –           |
| 19                | Ken Armstrong       | 03/06/1924    | 0    |       | Chelsea                 | 0     | 0    | –          | –                                          | –           |
| 20                | Bedford Jezzard     | 19/10/1927    | 1    |       | Fulham                  | 0     | 0    | –          | –                                          | –           |
| 21                | Johnny Haynes       | 17/10/1934    | 0    |       | Fulham                  | 0     | 0    | –          | –                                          | –           |
| Aanval            |                     |               |      |       |                         |       |      |            |                                            |             |
| 7                 | Stanley Matthews    | 01/02/1915    | 36   |       | Blackpool               | 2     | 0    | –          | –                                          | –           |
| 8                 | Ivor Broadis        | 18/12/1922    | 11   |       | Newcastle United        | 3     | 2    | –          | –                                          | –           |
| 9                 | Nat Lofthouse       | 27/08/1925    | 19   |       | Bolton Wanderers        | 2     | 3    | –          | –                                          | –           |
| 10                | Tommy Taylor        | 29/01/1932    | 3    |       | Manchester United       | 2     | 0    | –          | –                                          | –           |
| 11                | Tom Finney          | 05/04/1922    | 51   |       | Preston North End       | 3     | 1    | –          | –                                          | –           |
| 15                | Dennis Wilshaw      | 11/03/1926    | 1    |       | Wolverhampton Wanderers | 2     | 1    | –          | –                                          | –           |
| 17                | Jimmy Mullen        | 06/01/1923    | 11   |       | Wolverhampton Wanderers | 1     | 1    | –          | –                                          | –           |
| 22                | Harry Hooper        | 14/06/1933    | 0    |       | West Ham United         | 0     | 0    | –          | –                                          | –           |
| Bondscoach        |                     |               |      |       |                         |       |      |            |                                            |             |
| Vlag van Engeland | Walter Winterbottom | 31/01/1913    |      |       |                         |       |      |            |                                            |             |

## WK-eindronde 1958
- Resultaat: eerste ronde

data corresponderend met situatie voorafgaand aan toernooi
| Nummer / Naam     | Nummer / Naam       | Geboortedatum | Caps | Goals | Club                    | Duels | Goal | Kreeg geel | Kreeg voor de tweede keer geel en dus rood | Weggestuurd |
| Doel              | Doel                | Doel          | Doel | Doel  | Doel                    | Doel  | Doel | Doel       | Doel                                       | Doel        |
| ----------------- | ------------------- | ------------- | ---- | ----- | ----------------------- | ----- | ---- | ---------- | ------------------------------------------ | ----------- |
| 1                 | Colin McDonald      | 15/10/1930    | 1    |       | Burnley                 | 3     | 0    | –          | –                                          | –           |
| 12                | Eddie Hopkinson     | 29/10/1935    | 6    |       | Bolton Wanderers        | 0     | 0    | –          | –                                          | –           |
| 13                | Alan Hodgkinson     | 16/08/1936    | 4    |       | Sheffield United        | 0     | 0    | –          | –                                          | –           |
| Verdediging       |                     |               |      |       |                         |       |      |            |                                            |             |
| 2                 | Don Howe            | 12/10/1935    | 7    |       | West Bromwich Albion    | 3     | 0    | –          | –                                          | –           |
| 3                 | Tommy Banks         | 10/11/1929    | 1    |       | Bolton Wanderers        | 3     | 0    | –          | –                                          | –           |
| 14                | Peter Sillett       | 01/02/1933    | 3    |       | Chelsea                 | 0     | 0    | –          | –                                          | –           |
| 15                | Ronnie Clayton      | 05/08/1934    | 20   |       | Blackburn Rovers        | 0     | 0    | –          | –                                          | –           |
| 16                | Maurice Norman      | 08/05/1934    | 0    |       | Tottenham Hotspur       | 0     | 0    | –          | –                                          | –           |
| Middenveld        |                     |               |      |       |                         |       |      |            |                                            |             |
| 4                 | Eddie Clamp         | 14/09/1934    | 1    |       | Wolverhampton Wanderers | 3     | 0    | –          | –                                          | –           |
| 5                 | Billy Wright        | 06/02/1924    | 92   |       | Wolverhampton Wanderers | 3     | 0    | –          | –                                          | –           |
| 6                 | Bill Slater         | 29/04/1927    | 6    |       | Wolverhampton Wanderers | 3     | 0    | –          | –                                          | –           |
| 17                | Peter Brabrook      | 08/11/1937    | 0    |       | Chelsea                 | 0     | 0    | –          | –                                          | –           |
| 18                | Peter Broadbent     | 15/05/1933    | 0    |       | Wolverhampton Wanderers | 0     | 0    | –          | –                                          | –           |
| 19                | Bobby Smith         | 22/02/1933    | 0    |       | Tottenham Hotspur       | 0     | 0    | –          | –                                          | –           |
| 20                | Bobby Charlton      | 11/10/1937    | 3    |       | Manchester United       | 0     | 0    | –          | –                                          | –           |
| Aanval            |                     |               |      |       |                         |       |      |            |                                            |             |
| 7                 | Bryan Douglas       | 27/05/1934    | 7    |       | Blackburn Rovers FC     | 3     | 0    | –          | –                                          | –           |
| 8                 | Bobby Robson        | 18/02/1933    | 2    |       | West Bromwich Albion    | 3     | 0    | –          | –                                          | –           |
| 9                 | Derek Kevan         | 06/03/1935    | 7    |       | West Bromwich Albion    | 3     | 2    | –          | –                                          | –           |
| 10                | Johnny Haynes       | 17/10/1934    | 20   |       | Fulham                  | 3     | 1    | –          | –                                          | –           |
| 11                | Tom Finney          | 05/04/1922    | 73   |       | Preston North End       | 1     | 1    | –          | –                                          | –           |
| 21                | Alan A'Court        | 30/09/1934    | 1    |       | Liverpool               | 2     | 0    | –          | –                                          | –           |
| 22                | Maurice Setters     | 16/12/1936    | 0    |       | West Bromwich Albion    | 0     | 0    | –          | –                                          | –           |
| Bondscoach        |                     |               |      |       |                         |       |      |            |                                            |             |
| Vlag van Engeland | Walter Winterbottom | 31/01/1913    |      |       |                         |       |      |            |                                            |             |

## WK-eindronde 1962
- Resultaat: kwartfinale

data corresponderend met situatie voorafgaand aan toernooi
| №                 | Naam                | Geboortedatum | Caps | Goals | Club                    | Duels | Goal | Kreeg geel | Kreeg voor de tweede keer geel en dus rood | Weggestuurd |
| Doel              | Doel                | Doel          | Doel | Doel  | Doel                    | Doel  | Doel | Doel       | Doel                                       | Doel        |
| ----------------- | ------------------- | ------------- | ---- | ----- | ----------------------- | ----- | ---- | ---------- | ------------------------------------------ | ----------- |
| 1                 | Ron Springett       | 22/07/1935    | 21   |       | Sheffield Wednesday     | 4     | 0    | –          | –                                          | –           |
| 12                | Alan Hodgkinson     | 16/08/1936    | 5    |       | Sheffield United        | 0     | 0    | –          | –                                          | –           |
| Verdediging       |                     |               |      |       |                         |       |      |            |                                            |             |
| 2                 | Jimmy Armfield      | 02/09/1935    | 25   |       | Blackpool               | 4     | 0    | –          | –                                          | –           |
| 3                 | Ray Wilson          | 17/12/1934    | 11   |       | Huddersfield Town       | 4     | 0    | –          | –                                          | –           |
| 15                | Maurice Norman      | 08/05/1934    | 1    |       | Tottenham Hotspur       | 4     | 0    | –          | –                                          | –           |
| 16                | Bobby Moore         | 12/04/1941    | 1    |       | West Ham United         | 4     | 0    | –          | –                                          | –           |
| 21                | Don Howe            | 12/10/1935    | 23   |       | West Bromwich Albion    | 0     | 0    | –          | –                                          | –           |
| Middenveld        |                     |               |      |       |                         |       |      |            |                                            |             |
| 5                 | Peter Swan          | 08/10/1936    | 19   |       | Sheffield Wednesday     | 0     | 0    | –          | –                                          | –           |
| 6                 | Ron Flowers         | 28/07/1934    | 32   |       | Wolverhampton Wanderers | 4     | 2    | –          | –                                          | –           |
| 7                 | John Connelly       | 18/07/1938    | 8    |       | Burnley                 | 0     | 0    | –          | –                                          | –           |
| 14                | Stan Anderson       | 27/02/1933    | 2    |       | Sunderland              | 0     | 0    | –          | –                                          | –           |
| 17                | Bryan Douglas       | 27/05/1934    | 29   |       | Blackburn Rovers        | 4     | 0    | –          | –                                          | –           |
| 20                | George Eastham      | 23/09/1936    | 0    |       | Arsenal                 | 0     | 0    | –          | –                                          | –           |
| 22                | Jimmy Adamson       | 04/04/1937    | 0    |       | Burnley                 | 0     | 0    | –          | –                                          | –           |
| Aanval            |                     |               |      |       |                         |       |      |            |                                            |             |
| 4                 | Bobby Robson        | 18/02/1933    | 20   |       | West Bromwich Albion    | 0     | 0    | –          | –                                          | –           |
| 8                 | Jimmy Greaves       | 20/02/1940    | 18   |       | Tottenham Hotspur       | 4     | 1    | –          | –                                          | –           |
| 9                 | Gerry Hitchens      | 08/10/1934    | 5    |       | Inter Milaan            | 2     | 1    | –          | –                                          | –           |
| 10                | Johnny Haynes       | 17/10/1934    | 52   |       | Fulham                  | 4     | 0    | –          | –                                          | –           |
| 11                | Bobby Charlton      | 11/10/1937    | 35   |       | Manchester United       | 4     | 1    | –          | –                                          | –           |
| 13                | Derek Kevan         | 06/03/1935    | 14   |       | West Bromwich Albion    | 0     | 0    | –          | –                                          | –           |
| 18                | Roger Hunt          | 20/07/1938    | 1    |       | Liverpool               | 0     | 0    | –          | –                                          | –           |
| 19                | Alan Peacock        | 29/10/1937    | 0    |       | Middlesbrough           | 2     | 0    | –          | –                                          | –           |
| Bondscoach        |                     |               |      |       |                         |       |      |            |                                            |             |
| Vlag van Engeland | Walter Winterbottom | 31/01/1913    |      |       |                         |       |      |            |                                            |             |

## WK-eindronde 1966
- Resultaat: kampioen

data corresponderend met situatie voorafgaand aan toernooi
| №                 | Naam           | Geboortedatum | Caps | Goals | Club                    | Duels | Goal | Kreeg geel | Kreeg voor de tweede keer geel en dus rood | Weggestuurd |
| Doel              | Doel           | Doel          | Doel | Doel  | Doel                    | Doel  | Doel | Doel       | Doel                                       | Doel        |
| ----------------- | -------------- | ------------- | ---- | ----- | ----------------------- | ----- | ---- | ---------- | ------------------------------------------ | ----------- |
| 1                 | Gordon Banks   | 30/12/1937    | 27   |       | Leicester City          | 6     | 0    | 0          | 0                                          | 0           |
| 12                | Ron Springett  | 22/07/1935    | 33   |       | Sheffield Wednesday     | 0     | 0    | 0          | 0                                          | 0           |
| 13                | Peter Bonetti  | 27/09/1941    | 1    |       | Chelsea                 | 0     | 0    | 0          | 0                                          | 0           |
| Verdediging       |                |               |      |       |                         |       |      |            |                                            |             |
| 2                 | George Cohen   | 22/10/1939    | 24   |       | Fulham                  | 6     | 0    | 0          | 0                                          | 0           |
| 3                 | Ray Wilson     | 17/12/1934    | 45   |       | Everton                 | 6     | 0    | 0          | 0                                          | 0           |
| 5                 | Jack Charlton  | 08/05/1935    | 16   |       | Leeds United            | 6     | 0    | 0          | 0                                          | 0           |
| 6                 | Bobby Moore    | 12/04/1941    | 41   |       | West Ham United         | 6     | 0    | 0          | 0                                          | 0           |
| 14                | Jimmy Armfield | 21/09/1935    | 43   |       | Blackpool               | 0     | 0    | 0          | 0                                          | 0           |
| 15                | Gerry Byrne    | 29/08/1938    | 2    |       | Liverpool               | 0     | 0    | 0          | 0                                          | 0           |
| 17                | Ron Flowers    | 28/07/1934    | 49   |       | Wolverhampton Wanderers | 0     | 0    | 0          | 0                                          | 0           |
| 18                | Norman Hunter  | 29/10/1943    | 4    |       | Leeds United            | 0     | 0    | 0          | 0                                          | 0           |
| Middenveld        |                |               |      |       |                         |       |      |            |                                            |             |
| 4                 | Nobby Stiles   | 18/05/1942    | 14   |       | Manchester United       | 6     | 0    | 0          | 0                                          | 0           |
| 7                 | Alan Ball      | 12/05/1945    | 10   |       | Blackpool               | 4     | 0    | 0          | 0                                          | 0           |
| 9                 | Bobby Charlton | 11/10/1937    | 68   |       | Manchester United       | 6     | 3    | 0          | 0                                          | 0           |
| 16                | Martin Peters  | 08/11/1943    | 3    |       | West Ham United         | 5     | 1    | 0          | 0                                          | 0           |
| 20                | Ian Callaghan  | 10/04/1942    | 1    |       | Liverpool               | 1     | 0    | 0          | 0                                          | 0           |
| 22                | George Eastham | 23/09/1936    | 19   |       | Arsenal                 | 0     | 0    | 0          | 0                                          | 0           |
| Aanval            |                |               |      |       |                         |       |      |            |                                            |             |
| 8                 | Jimmy Greaves  | 20/02/1940    | 51   |       | Tottenham Hotspur       | 3     | 0    | 0          | 0                                          | 0           |
| 10                | Geoff Hurst    | 08/12/1941    | 4    |       | West Ham United         | 3     | 4    | 0          | 0                                          | 0           |
| 21                | Roger Hunt     | 20/07/1938    | 13   |       | Liverpool               | 6     | 3    | 0          | 0                                          | 0           |
| 11                | John Connelly  | 18/07/1938    | 19   |       | Manchester United       | 1     | 0    | 0          | 0                                          | 0           |
| 19                | Terry Paine    | 23/03/1939    | 18   |       | Southampton             | 1     | 0    | 0          | 0                                          | 0           |
| Bondscoach        |                |               |      |       |                         |       |      |            |                                            |             |
| Vlag van Engeland | Alf Ramsey     | 22/01/1920    |      |       |                         |       |      |            |                                            |             |

## EK-eindronde 1968
- Resultaat: derde plaats

data corresponderend met situatie voorafgaand aan toernooi
| Nummer / Naam     | Nummer / Naam  | Geboortedatum | Caps | Goals | Club              | Duels | Goal | Kreeg geel | Kreeg voor de tweede keer geel en dus rood | Weggestuurd |
| Doel              | Doel           | Doel          | Doel | Doel  | Doel              | Doel  | Doel | Doel       | Doel                                       | Doel        |
| ----------------- | -------------- | ------------- | ---- | ----- | ----------------- | ----- | ---- | ---------- | ------------------------------------------ | ----------- |
| 1                 | Gordon Banks   | 30/12/1937    |      |       | Stoke City        | 2     | 0    | 0          | 0                                          | 0           |
| 12                | Alex Stepney   | 18/09/1942    |      |       | Manchester United | 0     | 0    | 0          | 0                                          | 0           |
| 13                | Gordon West    | 24/04/1943    |      |       | Everton           | 0     | 0    | 0          | 0                                          | 0           |
| Verdediging       |                |               |      |       |                   |       |      |            |                                            |             |
| 2                 | Keith Newton   | 23/06/1941    |      |       | Blackburn Rovers  | 1     | 0    | 0          | 0                                          | 0           |
| 3                 | Ray Wilson     | 17/12/1934    |      |       | Everton           | 2     | 0    | 0          | 0                                          | 0           |
| 5                 | Brian Labone   | 23/01/1940    |      |       | Everton           | 2     | 0    | 0          | 0                                          | 0           |
| 6                 | Bobby Moore    | 12/04/1941    |      |       | West Ham United   | 2     | 0    | 0          | 0                                          | 0           |
| 14                | Cyril Knowles  | 13/07/1944    |      |       | Tottenham Hotspur | 0     | 0    | 0          | 0                                          | 0           |
| 15                | Jack Charlton  | 08/05/1935    |      |       | Leeds United      | 0     | 0    | 0          | 0                                          | 0           |
| 16                | Tommy Wright   | 21/10/1944    |      |       | Everton           | 1     | 0    | 0          | 0                                          | 0           |
| 19                | Norman Hunter  | 29/10/1943    |      |       | Leeds United      | 2     | 0    | 0          | 0                                          | 0           |
| Middenveld        |                |               |      |       |                   |       |      |            |                                            |             |
| 4                 | Alan Mullery   | 23/11/1941    |      |       | Tottenham Hotspur | 1     | 0    | 0          | 0                                          | 1           |
| 7                 | Alan Ball      | 12/05/1945    |      |       | Everton           | 1     | 0    | 0          | 0                                          | 0           |
| 9                 | Bobby Charlton | 11/10/1937    |      |       | Manchester United | 2     | 1    | 0          | 0                                          | 0           |
| 11                | Martin Peters  | 08/11/1943    |      |       | West Ham United   | 2     | 0    | 0          | 0                                          | 0           |
| 17                | Nobby Stiles   | 18/05/1942    |      |       | Manchester United | 1     | 0    | 0          | 0                                          | 0           |
| 20                | Colin Bell     | 26/02/1946    |      |       | Manchester City   | 0     | 0    | 0          | 0                                          | 0           |
| Aanval            |                |               |      |       |                   |       |      |            |                                            |             |
| 8                 | Roger Hunt     | 20/07/1938    |      |       | Liverpool         | 2     | 0    | 0          | 0                                          | 0           |
| 10                | Geoff Hurst    | 08/12/1941    |      |       | West Ham United   | 1     | 1    | 0          | 0                                          | 0           |
| 18                | Mike Summerbee | 15/12/1942    |      |       | Manchester City   | 0     | 0    | 0          | 0                                          | 0           |
| 21                | Jimmy Greaves  | 20/02/1940    |      |       | Tottenham Hotspur | 0     | 0    | 0          | 0                                          | 0           |
| 22                | Peter Thompson | 27/11/1942    |      |       | Liverpool         | 0     | 0    | 0          | 0                                          | 0           |
| Bondscoach        |                |               |      |       |                   |       |      |            |                                            |             |
| Vlag van Engeland | Alf Ramsey     | 22/01/1920    |      |       |                   |       |      |            |                                            |             |

## WK-eindronde 1970
- Resultaat: kwartfinale

data corresponderend met situatie voorafgaand aan toernooi
| Nummer / Naam     | Nummer / Naam  | Geboortedatum | Caps | Goals | Club                 | Duels | Goal | Kreeg geel | Kreeg voor de tweede keer geel en dus rood | Weggestuurd |
| Doel              | Doel           | Doel          | Doel | Doel  | Doel                 | Doel  | Doel | Doel       | Doel                                       | Doel        |
| ----------------- | -------------- | ------------- | ---- | ----- | -------------------- | ----- | ---- | ---------- | ------------------------------------------ | ----------- |
| 1                 | Gordon Banks   | 30/12/1937    |      |       | Stoke City           | 3     | 0    | 0          | 0                                          | 0           |
| 12                | Peter Bonetti  | 27/09/1941    |      |       | Chelsea              | 1     | 0    | 0          | 0                                          | 0           |
| 13                | Alex Stepney   | 18/09/1942    |      |       | Manchester United    | 0     | 0    | 0          | 0                                          | 0           |
| Verdediging       |                |               |      |       |                      |       |      |            |                                            |             |
| 2                 | Keith Newton   | 23/06/1941    |      |       | Everton              | 3     | 0    | 0          | 0                                          | 0           |
| 3                 | Terry Cooper   | 12/07/1944    |      |       | Leeds United         | 4     | 0    | 0          | 0                                          | 0           |
| 5                 | Brian Labone   | 23/01/1940    |      |       | Everton              | 3     | 0    | 0          | 0                                          | 0           |
| 6                 | Bobby Moore    | 12/04/1941    |      |       | West Ham United      | 4     | 0    | 0          | 0                                          | 0           |
| 14                | Tommy Wright   | 21/10/1944    |      |       | Everton              | 2     | 0    | 0          | 0                                          | 0           |
| 16                | Emlyn Hughes   | 28/08/1947    |      |       | Liverpool            | 0     | 0    | 0          | 0                                          | 0           |
| 17                | Jack Charlton  | 08/05/1935    |      |       | Leeds United         | 1     | 0    | 0          | 0                                          | 0           |
| 18                | Norman Hunter  | 29/10/1943    |      |       | Leeds United         | 1     | 0    | 0          | 0                                          | 0           |
| Middenveld        |                |               |      |       |                      |       |      |            |                                            |             |
| 4                 | Alan Mullery   | 23/11/1941    |      |       | Tottenham Hotspur    | 4     | 1    | 0          | 0                                          | 0           |
| 8                 | Alan Ball      | 12/05/1945    |      |       | Everton              | 4     | 0    | 0          | 0                                          | 0           |
| 9                 | Bobby Charlton | 11/10/1937    |      |       | Manchester United    | 4     | 0    | 0          | 0                                          | 0           |
| 11                | Martin Peters  | 08/11/1943    |      |       | Tottenham Hotspur    | 4     | 1    | 0          | 0                                          | 0           |
| 15                | Nobby Stiles   | 18/05/1942    |      |       | Manchester United    | 0     | 0    | 0          | 0                                          | 0           |
| 19                | Colin Bell     | 26/02/1946    |      |       | Manchester City      | 3     | 0    | 0          | 0                                          | 0           |
| Aanval            |                |               |      |       |                      |       |      |            |                                            |             |
| 7                 | Francis Lee    | 29/04/1944    |      |       | Manchester City      | 3     | 0    | 2          | 0                                          | 0           |
| 10                | Geoff Hurst    | 08/12/1941    |      |       | West Ham United      | 3     | 1    | 0          | 0                                          | 0           |
| 20                | Peter Osgood   | 20/02/1947    |      |       | Chelsea              | 2     | 0    | 0          | 0                                          | 0           |
| 21                | Allan Clarke   | 31/07/1946    |      |       | Leeds United         | 1     | 1    | 0          | 0                                          | 0           |
| 22                | Jeff Astle     | 13/05/1942    |      |       | West Bromwich Albion | 2     | 0    | 0          | 0                                          | 0           |
| Bondscoach        |                |               |      |       |                      |       |      |            |                                            |             |
| Vlag van Engeland | Alf Ramsey     | 22/01/1920    |      |       |                      |       |      |            |                                            |             |

## EK-eindronde 1980
- Resultaat: eerste ronde

data corresponderend met situatie voorafgaand aan toernooi
| Nummer / Naam     | Nummer / Naam   | Geboortedatum | Caps | Goals | Club                    | Duels | Goal | Kreeg geel | Kreeg voor de tweede keer geel en dus rood | Weggestuurd |
| Doel              | Doel            | Doel          | Doel | Doel  | Doel                    | Doel  | Doel | Doel       | Doel                                       | Doel        |
| ----------------- | --------------- | ------------- | ---- | ----- | ----------------------- | ----- | ---- | ---------- | ------------------------------------------ | ----------- |
| 1                 | Ray Clemence    | 05/08/1948    | 49   | 0     | Liverpool               | 2     | 0    | 0          | 0                                          | 0           |
| 13                | Peter Shilton   | 18/09/1949    | 30   | 0     | Nottingham Forest       | 1     | 0    | 0          | 0                                          | 0           |
| 22                | Joe Corrigan    | 18/11/1948    | 4    | 0     | Manchester City         | 0     | 0    | 0          | 0                                          | 0           |
| Verdediging       |                 |               |      |       |                         |       |      |            |                                            |             |
| 2                 | Phil Neal       | 20/02/1951    | 25   |       | Liverpool               | 2     | 0    | 0          | 0                                          | 0           |
| 3                 | Kenny Sansom    | 26/09/1958    | 7    | 0     | Crystal Palace          | 2     | 0    | 0          | 0                                          | 0           |
| 4                 | Phil Thompson   | 21/01/1954    | 23   |       | Liverpool               | 3     | 0    | 0          | 0                                          | 0           |
| 5                 | Dave Watson     | 05/11/1946    | 52   |       | Southampton             | 3     | 0    | 0          | 0                                          | 0           |
| 12                | Viv Anderson    | 29/07/1956    | 3    | 0     | Nottingham Forest       | 1     | 0    | 0          | 0                                          | 0           |
| 14                | Trevor Cherry   | 23/02/1948    | 26   | 0     | Leeds United            | 1     | 0    | 0          | 0                                          | 0           |
| 12                | Mick Mills      | 04/01/1949    |      |       | Ipswich Town            | 1     | 0    | 0          | 0                                          | 0           |
| Middenveld        |                 |               |      |       |                         |       |      |            |                                            |             |
| 6                 | Ray Wilkins     | 14/09/1956    | 32   | 1     | Manchester United       | 3     | 1    | 0          | 0                                          | 0           |
| 8                 | Steve Coppell   | 09/07/1955    | 23   |       | Manchester United       | 2     | 0    | 0          | 0                                          | 0           |
| 10                | Trevor Brooking | 02/10/1948    | 37   |       | West Ham United         | 2     | 1    | 0          | 0                                          | 0           |
| 15                | Emlyn Hughes    | 28/08/1947    | 62   | 1     | Wolverhampton Wanderers | 0     | 0    | 0          | 0                                          | 0           |
| 17                | Terry McDermott | 08/12/1951    | 10   |       | Liverpool               | 2     | 0    | 1          | 0                                          | 0           |
| 18                | Ray Kennedy     | 28/07/1951    | 15   |       | Liverpool               | 2     | 0    | 0          | 0                                          | 0           |
| 19                | Glenn Hoddle    | 27/10/1957    |      |       | Tottenham Hotspur       | 1     | 0    | 0          | 0                                          | 0           |
| Aanval            |                 |               |      |       |                         |       |      |            |                                            |             |
| 7                 | Kevin Keegan    | 14/02/1951    | 51   |       | Hamburger SV            | 3     | 0    | 0          | 0                                          | 0           |
| 9                 | David Johnson   | 19/04/1954    | 7    |       | Liverpool               | 1     | 0    | 0          | 0                                          | 0           |
| 11                | Tony Woodcock   | 06/12/1955    | 10   |       | FC Köln                 | 3     | 1    | 0          | 0                                          | 0           |
| 20                | Paul Mariner    | 22/05/1953    | 9    | 3     | Ipswich Town            | 2     | 0    | 0          | 0                                          | 0           |
| 21                | Garry Birtles   | 27/07/1956    | 1    | 0     | Nottingham Forest       | 1     | 0    | 0          | 0                                          | 0           |
| Bondscoach        |                 |               |      |       |                         |       |      |            |                                            |             |
| Vlag van Engeland | Ron Greenwood   | 11/11/1921    |      |       |                         |       |      |            |                                            |             |

## WK-eindronde 1982
- Resultaat: tweede ronde

data corresponderend met situatie voorafgaand aan toernooi
| Nummer / Naam     | Nummer / Naam   | Geboortedatum | Caps | Goals | Club                   | Duels | Goal | Kreeg geel | Kreeg voor de tweede keer geel en dus rood | Weggestuurd |
| Doel              | Doel            | Doel          | Doel | Doel  | Doel                   | Doel  | Doel | Doel       | Doel                                       | Doel        |
| ----------------- | --------------- | ------------- | ---- | ----- | ---------------------- | ----- | ---- | ---------- | ------------------------------------------ | ----------- |
| 1                 | Ray Clemence    | 05/08/1948    |      |       | Tottenham Hotspur      | 0     | 0    | 0          | 0                                          | 0           |
| 13                | Joe Corrigan    | 18/11/1948    |      |       | Manchester City        | 0     | 0    | 0          | 0                                          | 0           |
| 22                | Peter Shilton   | 18/09/1949    |      |       | Nottingham Forest      | 5     | 0    | 0          | 0                                          | 0           |
| Verdediging       |                 |               |      |       |                        |       |      |            |                                            |             |
| 2                 | Viv Anderson    | 29/07/1956    |      |       | Nottingham Forest      | 0     | 0    | 0          | 0                                          | 0           |
| 4                 | Terry Butcher   | 28/12/1958    |      |       | Ipswich Town           | 4     | 0    | 1          | 0                                          | 0           |
| 6                 | Steve Foster    | 24/09/1957    |      |       | Brighton & Hove Albion | 1     | 0    | 0          | 0                                          | 0           |
| 12                | Mick Mills      | 04/01/1949    |      |       | Ipswich Town           | 5     | 0    | 0          | 0                                          | 0           |
| 14                | Phil Neal       | 20/02/1951    |      |       | Liverpool              | 2     | 0    | 0          | 0                                          | 0           |
| 17                | Kenny Sansom    | 26/09/1958    |      |       | Arsenal                | 4     | 0    | 0          | 0                                          | 0           |
| 18                | Phil Thompson   | 21/01/1954    |      |       | Nottingham Forest      | 5     | 0    | 0          | 0                                          | 0           |
| Middenveld        |                 |               |      |       |                        |       |      |            |                                            |             |
| 3                 | Trevor Brooking | 02/10/1948    |      |       | West Ham United        | 1     | 0    | 0          | 0                                          | 0           |
| 5                 | Steve Coppell   | 09/07/1955    |      |       | Manchester United      | 4     | 0    | 0          | 0                                          | 0           |
| 9                 | Glenn Hoddle    | 27/10/1957    |      |       | Tottenham Hotspur      | 2     | 0    | 0          | 0                                          | 0           |
| 10                | Terry McDermott | 08/12/1951    |      |       | Liverpool              | 0     | 0    | 0          | 0                                          | 0           |
| 15                | Graham Rix      | 23/10/1957    |      |       | Arsenal                | 5     | 0    | 0          | 0                                          | 0           |
| 16                | Bryan Robson    | 11/01/1957    |      |       | Manchester United      | 4     | 2    | 0          | 0                                          | 0           |
| 19                | Ray Wilkins     | 14/09/1956    |      |       | Manchester United      | 5     | 0    | 1          | 0                                          | 0           |
| Aanval            |                 |               |      |       |                        |       |      |            |                                            |             |
| 7                 | Kevin Keegan    | 14/02/1951    |      |       | Southampton            | 1     | 0    | 0          | 0                                          | 0           |
| 8                 | Trevor Francis  | 19/04/1954    |      |       | Manchester City        | 5     | 2    | 0          | 0                                          | 0           |
| 11                | Paul Mariner    | 22/05/1953    |      |       | Ipswich Town           | 5     | 1    | 1          | 0                                          | 0           |
| 20                | Peter Withe     | 30/08/1951    |      |       | Aston Villa            | 0     | 0    | 0          | 0                                          | 0           |
| 21                | Tony Woodcock   | 06/12/1955    |      |       | FC Köln                | 2     | 0    | 0          | 0                                          | 0           |
| Bondscoach        |                 |               |      |       |                        |       |      |            |                                            |             |
| Vlag van Engeland | Ron Greenwood   | 11/11/1921    |      |       |                        |       |      |            |                                            |             |

## WK-eindronde 1986
- Resultaat: kwartfinale

data corresponderend met situatie voorafgaand aan toernooi
| Nummer / Naam     | Nummer / Naam   | Geboortedatum | Caps | Goals | Club                | Duels | Goal | Kreeg geel | Kreeg voor de tweede keer geel en dus rood | Weggestuurd |
| Doel              | Doel            | Doel          | Doel | Doel  | Doel                | Doel  | Doel | Doel       | Doel                                       | Doel        |
| ----------------- | --------------- | ------------- | ---- | ----- | ------------------- | ----- | ---- | ---------- | ------------------------------------------ | ----------- |
| 1                 | Peter Shilton   | 18/09/1949    |      |       | Southampton         | 5     | 0    | 0          | 0                                          | 0           |
| 13                | Chris Woods     | 14/11/1959    |      |       | Glasgow Rangers     | 0     | 0    | 0          | 0                                          | 0           |
| 22                | Gary Bailey     | 09/08/1958    |      |       | Manchester United   | 0     | 0    | 0          | 0                                          | 0           |
| Verdediging       |                 |               |      |       |                     |       |      |            |                                            |             |
| 2                 | Gary M. Stevens | 27/03/1963    |      |       | Everton             | 5     | 0    | 0          | 0                                          | 0           |
| 3                 | Kenny Sansom    | 26/09/1958    |      |       | Arsenal             | 5     | 0    | 0          | 0                                          | 0           |
| 5                 | Alvin Martin    | 29/07/1958    |      |       | West Ham United     | 1     | 0    | 1          | 0                                          | 0           |
| 6                 | Terry Butcher   | 28/12/1958    |      |       | Glasgow Rangers     | 5     | 0    | 2          | 0                                          | 0           |
| 12                | Viv Anderson    | 29/07/1956    |      |       | Arsenal             | 0     | 0    | 0          | 0                                          | 0           |
| 14                | Terry Fenwick   | 17/11/1959    |      |       | Queens Park Rangers | 4     | 0    | 3          | 0                                          | 0           |
| 15                | Gary A. Stevens | 30/03/1962    |      |       | Tottenham Hotspur   | 2     | 0    | 0          | 0                                          | 0           |
| Middenveld        |                 |               |      |       |                     |       |      |            |                                            |             |
| 4                 | Glenn Hoddle    | 27/10/1957    |      |       | Tottenham Hotspur   | 5     | 0    | 0          | 0                                          | 0           |
| 7                 | Bryan Robson    | 11/01/1957    |      |       | Manchester United   | 2     | 0    | 0          | 0                                          | 0           |
| 8                 | Ray Wilkins     | 14/09/1956    |      |       | AC Milan            | 2     | 0    | 0          | 1                                          | 0           |
| 11                | Chris Waddle    | 14/12/1960    |      |       | Tottenham Hotspur   | 4     | 0    | 0          | 0                                          | 0           |
| 16                | Peter Reid      | 20/06/1956    |      |       | Everton             | 3     | 0    | 0          | 0                                          | 0           |
| 17                | Trevor Steven   | 21/09/1963    |      |       | Everton             | 3     | 0    | 0          | 0                                          | 0           |
| 18                | Steve Hodge     | 25/10/1962    |      |       | Aston Villa         | 5     | 0    | 1          | 0                                          | 0           |
| 19                | John Barnes     | 07/11/1963    |      |       | Watford             | 1     | 0    | 0          | 0                                          | 0           |
| Aanval            |                 |               |      |       |                     |       |      |            |                                            |             |
| 9                 | Mark Hateley    | 07/11/1961    |      |       | AC Milan            | 3     | 0    | 1          | 0                                          | 0           |
| 10                | Gary Lineker    | 30/11/1960    |      |       | Barcelona           | 5     | 6    | 0          | 0                                          | 0           |
| 20                | Peter Beardsley | 18/01/1961    |      |       | Newcastle United    | 4     | 1    | 0          | 0                                          | 0           |
| 21                | Kerry Dixon     | 24/07/1961    |      |       | Chelsea             | 1     | 0    | 0          | 0                                          | 0           |
| Bondscoach        |                 |               |      |       |                     |       |      |            |                                            |             |
| Vlag van Engeland | Bobby Robson    | 18/02/1933    |      |       |                     |       |      |            |                                            |             |

## EK-eindronde 1988
- Resultaat: eerste ronde

data corresponderend met situatie voorafgaand aan toernooi
| Nummer / Naam     | Nummer / Naam   | Geboortedatum | Caps | Goals | Club              | Duels | Goal | Kreeg geel | Kreeg voor de tweede keer geel en dus rood | Weggestuurd |
| Doel              | Doel            | Doel          | Doel | Doel  | Doel              | Doel  | Doel | Doel       | Doel                                       | Doel        |
| ----------------- | --------------- | ------------- | ---- | ----- | ----------------- | ----- | ---- | ---------- | ------------------------------------------ | ----------- |
| 1                 | Peter Shilton   | 18/09/1949    | 98   |       | Derby County      | 2     | 0    | 0          | 0                                          | 0           |
| 13                | Chris Woods     | 14/11/1959    | 12   |       | Glasgow Rangers   | 1     | 0    | 0          | 0                                          | 0           |
| Verdediging       |                 |               |      |       |                   |       |      |            |                                            |             |
| 2                 | Gary Stevens    | 27/03/1963    | 23   |       | Everton           | 3     | 0    | 0          | 0                                          | 0           |
| 3                 | Kenny Sansom    | 26/09/1958    | 83   |       | Arsenal           | 3     | 0    | 0          | 0                                          | 0           |
| 5                 | Dave Watson     | 20/11/1961    | 11   |       | Everton           | 1     | 0    | 0          | 0                                          | 0           |
| 6                 | Tony Adams      | 10/10/1966    | 11   |       | Arsenal           | 3     | 1    | 0          | 0                                          | 0           |
| 14                | Viv Anderson    | 29/07/1956    | 30   |       | Manchester United | 0     | 0    | 0          | 0                                          | 0           |
| 19                | Mark Wright     | 01/08/1963    | 20   |       | Derby County      | 2     | 0    | 0          | 0                                          | 0           |
| 20                | Tony Dorigo     | 31/12/1965    | 0    | 0     | Chelsea           | 0     | 0    | 0          | 0                                          | 0           |
| Middenveld        |                 |               |      |       |                   |       |      |            |                                            |             |
| 4                 | Neil Webb       | 20/07/1963    | 7    |       | Nottingham Forest | 2     | 0    | 0          | 0                                          | 0           |
| 7                 | Bryan Robson    | 11/01/1957    | 66   |       | Manchester United | 3     | 1    | 0          | 0                                          | 0           |
| 8                 | Trevor Steven   | 21/09/1963    | 23   |       | Everton           | 2     | 0    | 0          | 0                                          | 0           |
| 11                | John Barnes     | 07/11/1963    | 39   |       | Liverpool         | 3     | 0    | 0          | 0                                          | 0           |
| 12                | Chris Waddle    | 14/12/1960    | 34   |       | Tottenham Hotspur | 2     | 0    | 0          | 0                                          | 0           |
| 15                | Steve McMahon   | 20/08/1961    | 3    |       | Liverpool         | 1     | 0    | 0          | 0                                          | 0           |
| 16                | Peter Reid      | 20/06/1956    | 13   |       | Everton           | 0     | 0    | 0          | 0                                          | 0           |
| 17                | Glenn Hoddle    | 27/10/1957    | 50   |       | AS Monaco         | 3     | 0    | 0          | 0                                          | 0           |
| Aanval            |                 |               |      |       |                   |       |      |            |                                            |             |
| 9                 | Peter Beardsley | 18/01/1961    | 24   |       | Liverpool         | 2     | 0    | 0          | 0                                          | 0           |
| 10                | Gary Lineker    | 30/11/1960    | 32   |       | Barcelona         | 3     | 0    | 0          | 0                                          | 0           |
| 18                | Mark Hateley    | 07/11/1961    | 28   |       | AS Monaco         | 3     | 0    | 0          | 0                                          | 0           |
| Bondscoach        |                 |               |      |       |                   |       |      |            |                                            |             |
| Vlag van Engeland | Bobby Robson    | 18/02/1933    |      |       |                   |       |      |            |                                            |             |

## WK-eindronde 1990
- Resultaat: vierde plaats

data corresponderend met situatie voorafgaand aan toernooi
| Nummer / Naam     | Nummer / Naam   | Geboortedatum | Caps | Goals | Club                    | Duels | Goal | Kreeg geel | Kreeg voor de tweede keer geel en dus rood | Weggestuurd |
| Doel              | Doel            | Doel          | Doel | Doel  | Doel                    | Doel  | Doel | Doel       | Doel                                       | Doel        |
| ----------------- | --------------- | ------------- | ---- | ----- | ----------------------- | ----- | ---- | ---------- | ------------------------------------------ | ----------- |
| 1                 | Peter Shilton   | 18/09/1949    |      |       | Derby County            | 7     | 0    | 0          | 0                                          | 0           |
| 13                | Chris Woods     | 14/11/1959    |      |       | Glasgow Rangers         | 0     | 0    | 0          | 0                                          | 0           |
| 22                | David Seaman    | 19/09/1963    |      |       | Queens Park Rangers     | 0     | 0    | 0          | 0                                          | 0           |
| Verdediging       |                 |               |      |       |                         |       |      |            |                                            |             |
| 2                 | Gary Stevens    | 27/03/1963    |      |       | Glasgow Rangers         | 2     | 0    | 0          | 0                                          | 0           |
| 3                 | Stuart Pearce   | 24/04/1962    |      |       | Nottingham Forest       | 6     | 0    | 1          | 0                                          | 0           |
| 4                 | Neil Webb       | 20/07/1963    |      |       | Manchester United       | 1     | 0    | 0          | 0                                          | 0           |
| 5                 | Des Walker      | 26/11/1965    |      |       | Nottingham Forest       | 7     | 0    | 0          | 0                                          | 0           |
| 6                 | Terry Butcher   | 28/12/1958    |      |       | Glasgow Rangers         | 5     | 0    | 0          | 0                                          | 0           |
| 12                | Paul Parker     | 04/04/1964    |      |       | Queens Park Rangers     | 6     | 0    | 1          | 0                                          | 0           |
| 14                | Mark Wright     | 01/08/1963    |      |       | Derby County            | 6     | 1    | 0          | 0                                          | 0           |
| 15                | Tony Dorigo     | 31/12/1965    |      |       | Chelsea                 | 1     | 0    | 0          | 0                                          | 0           |
| Middenveld        |                 |               |      |       |                         |       |      |            |                                            |             |
| 7                 | Bryan Robson    | 11/01/1957    |      |       | Manchester United       | 2     | 0    | 0          | 0                                          | 0           |
| 8                 | Chris Waddle    | 14/12/1960    |      |       | Olympique Marseille     | 7     | 0    | 0          | 0                                          | 0           |
| 16                | Steve McMahon   | 20/08/1961    |      |       | Liverpool               | 4     | 0    | 1          | 0                                          | 0           |
| 18                | Steve Hodge     | 25/10/1962    |      |       | Nottingham Forest       | 0     | 0    | 0          | 0                                          | 0           |
| 19                | Paul Gascoigne  | 27/05/1967    |      |       | Tottenham Hotspur       | 6     | 0    | 2          | 0                                          | 0           |
| 20                | Trevor Steven   | 21/09/1963    |      |       | Glasgow Rangers         | 3     | 0    | 0          | 0                                          | 0           |
| Aanval            |                 |               |      |       |                         |       |      |            |                                            |             |
| 9                 | Peter Beardsley | 18/01/1961    |      |       | Liverpool               | 5     | 0    | 1          | 0                                          | 0           |
| 10                | Gary Lineker    | 30/11/1960    |      |       | Tottenham Hotspur       | 7     | 4    | 0          | 0                                          | 0           |
| 11                | John Barnes     | 07/11/1963    |      |       | Liverpool               | 5     | 0    | 0          | 0                                          | 0           |
| 17                | David Platt     | 10/06/1966    |      |       | Aston Villa             | 5     | 3    | 0          | 0                                          | 0           |
| 21                | Steve Bull      | 28/03/1965    |      |       | Wolverhampton Wanderers | 4     | 0    | 0          | 0                                          | 0           |
| Bondscoach        |                 |               |      |       |                         |       |      |            |                                            |             |
| Vlag van Engeland | Bobby Robson    | 18/02/1933    |      |       |                         |       |      |            |                                            |             |

## EK-eindronde 1992
- Resultaat: tweede ronde

data corresponderend met situatie voorafgaand aan toernooi
| Nummer / Naam     | Nummer / Naam  | Geboortedatum | Caps | Goals | Club                | Duels | Goal | Kreeg geel | Kreeg voor de tweede keer geel en dus rood | Weggestuurd |
| Doel              | Doel           | Doel          | Doel | Doel  | Doel                | Doel  | Doel | Doel       | Doel                                       | Doel        |
| ----------------- | -------------- | ------------- | ---- | ----- | ------------------- | ----- | ---- | ---------- | ------------------------------------------ | ----------- |
| 1                 | Chris Woods    | 14/11/1959    | 31   | 0     | Sheffield Wednesday | 3     | 0    | 0          | 0                                          | 0           |
| 13                | Nigel Martyn   | 11/08/1966    | 2    | 0     | Crystal Palace      | 0     | 0    | 0          | 0                                          | 0           |
| Verdediging       |                |               |      |       |                     |       |      |            |                                            |             |
| 2                 | Keith Curle    | 14/11/1963    | 2    |       | Manchester City     | 1     | 0    | 1          | 0                                          | 0           |
| 3                 | Stuart Pearce  | 24/04/1962    | 47   |       | Nottingham Forest   | 3     | 0    | 0          | 0                                          | 0           |
| 4                 | Martin Keown   | 24/07/1966    | 6    |       | Everton             | 3     | 0    | 1          | 0                                          | 0           |
| 5                 | Des Walker     | 26/11/1965    | 44   |       | Nottingham Forest   | 3     | 0    | 0          | 0                                          | 0           |
| 6                 | Mark Wright    | 01/08/1963    | 42   |       | Liverpool           | 0     | 0    | 0          | 0                                          | 0           |
| 14                | Tony Dorigo    | 31/12/1965    | 10   |       | Leeds United        | 0     | 0    | 0          | 0                                          | 0           |
| Middenveld        |                |               |      |       |                     |       |      |            |                                            |             |
| 7                 | David Platt    | 10/06/1966    | 29   |       | AS Bari             | 3     | 1    | 0          | 0                                          | 0           |
| 8                 | Trevor Steven  | 21/09/1963    | 34   |       | Olympique Marseille | 2     | 0    | 0          | 0                                          | 0           |
| 11                | Andy Sinton    | 19/03/1966    | 4    |       | Queens Park Rangers | 2     | 0    | 0          | 0                                          | 0           |
| 12                | Carlton Palmer | 05/12/1965    | 4    |       | Sheffield Wednesday | 3     | 0    | 0          | 0                                          | 0           |
| 15                | Neil Webb      | 30/07/1963    | 24   |       | Manchester United   | 2     | 0    | 1          | 0                                          | 0           |
| 16                | Paul Merson    | 20/03/1968    | 5    |       | Arsenal             | 2     | 0    | 0          | 0                                          | 0           |
| 18                | Tony Daley     | 18/10/1967    | 5    |       | Aston Villa         | 2     | 0    | 2          | 0                                          | 0           |
| 19                | David Batty    | 02/12/1968    | 8    |       | Leeds United        | 2     | 0    | 1          | 0                                          | 0           |
| Aanval            |                |               |      |       |                     |       |      |            |                                            |             |
| 9                 | Nigel Clough   | 19/03/1966    | 7    |       | Nottingham Forest   | 0     | 0    | 0          | 0                                          | 0           |
| 10                | Gary Lineker   | 30/11/1960    | 77   |       | Tottenham Hotspur   | 3     | 0    | 0          | 0                                          | 0           |
| 17                | Alan Smith     | 21/11/1962    | 11   |       | Arsenal             | 2     | 0    | 0          | 0                                          | 0           |
| 20                | Alan Shearer   | 13/08/1970    | 2    |       | Southampton         | 1     | 0    | 0          | 0                                          | 0           |
| Bondscoach        |                |               |      |       |                     |       |      |            |                                            |             |
| Vlag van Engeland | Graham Taylor  | 15/09/1944    |      |       |                     |       |      |            |                                            |             |

## EK-eindronde 1996
- Resultaat: halve finale

data corresponderend met situatie voorafgaand aan toernooi
| Nummer / Naam     | Nummer / Naam    | Geboortedatum | Caps | Goals | Club              | Duels | Goal | Kreeg geel | Kreeg voor de tweede keer geel en dus rood | Weggestuurd |
| Doel              | Doel             | Doel          | Doel | Doel  | Doel              | Doel  | Doel | Doel       | Doel                                       | Doel        |
| ----------------- | ---------------- | ------------- | ---- | ----- | ----------------- | ----- | ---- | ---------- | ------------------------------------------ | ----------- |
| 1                 | David Seaman     | 19/09/1963    | 24   | 0     | Arsenal           | 5     | 0    | 0          | 0                                          | 0           |
| 13                | Tim Flowers      | 03/02/1967    | 8    | 0     | Blackburn Rovers  | 0     | 0    | 0          | 0                                          | 0           |
| 22                | Ian Walker       | 31/10/1971    | 2    | 0     | Tottenham Hotspur | 0     | 0    | 0          | 0                                          | 0           |
| Verdediging       |                  |               |      |       |                   |       |      |            |                                            |             |
| 2                 | Gary Neville     | 18/02/1975    | 10   | 0     | Manchester United | 4     | 0    | 2          | 0                                          | 0           |
| 3                 | Stuart Pearce    | 24/04/1962    | 65   | 5     | Nottingham Forest | 5     | 0    | 0          | 0                                          | 0           |
| 5                 | Tony Adams       | 10/10/1966    | 40   | 4     | Arsenal           | 5     | 0    | 1          | 0                                          | 0           |
| 6                 | Gareth Southgate | 03/09/1970    | 4    | 0     | Aston Villa       | 5     | 0    | 1          | 0                                          | 0           |
| 12                | Steve Howey      | 26/10/1971    | 4    | 0     | Newcastle United  | 0     | 0    | 0          | 0                                          | 0           |
| 16                | Sol Campbell     | 18/09/1974    | 1    | 0     | Tottenham Hotspur | 1     | 0    | 0          | 0                                          | 0           |
| 19                | Phil Neville     | 21/01/1977    | 1    | 0     | Manchester United | 0     | 0    | 0          | 0                                          | 0           |
| Middenveld        |                  |               |      |       |                   |       |      |            |                                            |             |
| 4                 | Paul Ince        | 21/10/1967    | 19   | 2     | Inter Milaan      | 3     | 0    | 2          | 0                                          | 0           |
| 7                 | David Platt      | 10/06/1966    | 58   | 27    | Arsenal           | 4     | 0    | 0          | 0                                          | 0           |
| 8                 | Paul Gascoigne   | 27/05/1967    | 38   | 7     | Glasgow Rangers   | 5     | 1    | 1          | 0                                          | 0           |
| 11                | Darren Anderton  | 03/03/1972    | 11   | 5     | Tottenham Hotspur | 5     | 0    | 0          | 0                                          | 0           |
| 15                | Jamie Redknapp   | 25/06/1973    | 4    | 0     | Liverpool         | 1     | 0    | 0          | 0                                          | 0           |
| 17                | Steve McManaman  | 11/02/1972    | 10   | 0     | Liverpool         | 5     | 0    | 0          | 0                                          | 0           |
| 20                | Steve Stone      | 20/08/1971    | 6    | 2     | Nottingham Forest | 3     | 0    | 0          | 0                                          | 0           |
| Aanval            |                  |               |      |       |                   |       |      |            |                                            |             |
| 9                 | Alan Shearer     | 13/08/1970    | 23   | 5     | Blackburn Rovers  | 5     | 5    | 1          | 0                                          | 0           |
| 10                | Teddy Sheringham | 02/04/1966    | 14   | 2     | Tottenham Hotspur | 5     | 2    | 1          | 0                                          | 0           |
| 14                | Nick Barmby      | 11/02/1974    | 6    | 2     | Middlesbrough     | 3     | 0    | 0          | 0                                          | 0           |
| 18                | Les Ferdinand    | 18/12/1966    | 10   | 4     | Newcastle United  | 0     | 0    | 0          | 0                                          | 0           |
| 21                | Robbie Fowler    | 09/04/1975    | 3    | 0     | Liverpool         | 2     | 0    | 0          | 0                                          | 0           |
| Bondscoach        |                  |               |      |       |                   |       |      |            |                                            |             |
| Vlag van Engeland | Terry Venables   | 06/01/1943    |      |       |                   |       |      |            |                                            |             |

## WK-eindronde 1998
- Resultaat: tweede ronde

data corresponderend met situatie voorafgaand aan toernooi
| Nummer / Naam     | Nummer / Naam    | Geboortedatum | Caps | Goals | Club              | Duels | Goal | Kreeg geel | Kreeg voor de tweede keer geel en dus rood | Weggestuurd |
| Doel              | Doel             | Doel          | Doel | Doel  | Doel              | Doel  | Doel | Doel       | Doel                                       | Doel        |
| ----------------- | ---------------- | ------------- | ---- | ----- | ----------------- | ----- | ---- | ---------- | ------------------------------------------ | ----------- |
| 1                 | David Seaman     | 19/09/1963    | 40   | 0     | Arsenal           | 4     | 0    | 1          | 0                                          | 0           |
| 13                | Nigel Martyn     | 11/08/1966    | 7    | 0     | Leeds United      | 0     | 0    | 0          | 0                                          | 0           |
| 22                | Tim Flowers      | 03/02/1967    | 11   | 0     | Blackburn Rovers  | 0     | 0    | 0          | 0                                          | 0           |
| Verdediging       |                  |               |      |       |                   |       |      |            |                                            |             |
| 2                 | Sol Campbell     | 18/09/1974    | 16   | 0     | Tottenham Hotspur | 4     | 0    | 1          | 0                                          | 0           |
| 3                 | Graeme Le Saux   | 17/10/1968    | 25   | 1     | Chelsea           | 4     | 0    | 0          | 0                                          | 0           |
| 5                 | Tony Adams       | 10/10/1966    | 51   | 4     | Arsenal           | 4     | 0    | 0          | 0                                          | 0           |
| 6                 | Gareth Southgate | 03/09/1970    | 25   | 0     | Aston Villa       | 2     | 0    | 0          | 0                                          | 0           |
| 12                | Gary Neville     | 18/02/1975    | 27   | 0     | Manchester United | 3     | 0    | 0          | 0                                          | 0           |
| 18                | Martin Keown     | 24/07/1966    | 18   | 1     | Arsenal           | 0     | 0    | 0          | 0                                          | 0           |
| 21                | Rio Ferdinand    | 07/11/1978    | 3    | 0     | West Ham United   | 0     | 0    | 0          | 0                                          | 0           |
| Middenveld        |                  |               |      |       |                   |       |      |            |                                            |             |
| 4                 | Paul Ince        | 21/10/1967    | 39   | 2     | Liverpool         | 4     | 0    | 1          | 0                                          | 0           |
| 7                 | David Beckham    | 02/05/1975    | 15   | 0     | Manchester United | 3     | 1    | 0          | 0                                          | 1           |
| 8                 | David Batty      | 02/12/1968    | 31   | 0     | Newcastle United  | 4     | 0    | 0          | 0                                          | 0           |
| 11                | Steve McManaman  | 11/02/1972    | 21   | 0     | Liverpool         | 1     | 0    | 0          | 0                                          | 0           |
| 14                | Darren Anderton  | 03/03/1972    | 18   | 5     | Tottenham Hotspur | 4     | 1    | 0          | 0                                          | 0           |
| 15                | Paul Merson      | 20/03/1968    | 18   | 2     | Middlesbrough     | 1     | 0    | 0          | 0                                          | 0           |
| 16                | Paul Scholes     | 16/11/1974    | 7    | 3     | Manchester United | 4     | 1    | 1          | 0                                          | 0           |
| 17                | Rob Lee          | 01/02/1966    | 17   | 2     | Newcastle United  | 1     | 0    | 0          | 0                                          | 0           |
| Aanval            |                  |               |      |       |                   |       |      |            |                                            |             |
| 9                 | Alan Shearer     | 13/08/1970    | 39   | 18    | Newcastle United  | 4     | 2    | 1          | 0                                          | 0           |
| 10                | Teddy Sheringham | 02/04/1966    | 33   | 9     | Manchester United | 2     | 0    | 0          | 0                                          | 0           |
| 19                | Les Ferdinand    | 18/12/1966    | 17   | 5     | Tottenham Hotspur | 0     | 0    | 0          | 0                                          | 0           |
| 20                | Michael Owen     | 14/12/1979    | 5    | 1     | Liverpool         | 4     | 2    | 0          | 0                                          | 0           |
| Bondscoach        |                  |               |      |       |                   |       |      |            |                                            |             |
| Vlag van Engeland | Glenn Hoddle     | 01/07/1957    |      |       |                   |       |      |            |                                            |             |

## EK-eindronde 2000
- Resultaat: eerste ronde

data corresponderend met situatie voorafgaand aan toernooi
| Nummer / Naam     | Nummer / Naam    | Geboortedatum | Caps | Goals | Club              | Duels | Goal | Kreeg geel | Kreeg voor de tweede keer geel en dus rood | Weggestuurd |
| Doel              | Doel             | Doel          | Doel | Doel  | Doel              | Doel  | Doel | Doel       | Doel                                       | Doel        |
| ----------------- | ---------------- | ------------- | ---- | ----- | ----------------- | ----- | ---- | ---------- | ------------------------------------------ | ----------- |
| 1                 | David Seaman     | 19/09/1963    | 57   | 0     | Arsenal           | 2     | 0    | 1          | 0                                          | 0           |
| 13                | Nigel Martyn     | 11/08/1966    | 13   | 0     | Leeds United      | 1     | 0    | 0          | 0                                          | 0           |
| 22                | Richard Wright   | 05/11/1977    | 1    | 0     | Ipswich Town      | 0     | 0    | 0          | 0                                          | 0           |
| Verdediging       |                  |               |      |       |                   |       |      |            |                                            |             |
| 2                 | Gary Neville     | 18/02/1975    | 36   | 0     | Manchester United | 3     | 0    | 0          | 0                                          | 0           |
| 3                 | Phil Neville     | 21/01/1977    | 26   | 0     | Manchester United | 3     | 0    | 0          | 0                                          | 0           |
| 4                 | Sol Campbell     | 18/09/1974    | 33   | 0     | Tottenham Hotspur | 3     | 0    | 0          | 0                                          | 0           |
| 5                 | Tony Adams       | 10/10/1966    | 63   | 5     | Arsenal           | 1     | 0    | 0          | 0                                          | 0           |
| 6                 | Martin Keown     | 24/07/1966    | 30   | 2     | Arsenal           | 3     | 0    | 0          | 0                                          | 0           |
| 12                | Gareth Southgate | 03/09/1970    | 35   | 1     | Aston Villa       | 1     | 0    | 0          | 0                                          | 0           |
| 15                | Gareth Barry     | 23/02/1981    | 2    | 0     | Aston Villa       | 0     | 0    | 0          | 0                                          | 0           |
| Middenveld        |                  |               |      |       |                   |       |      |            |                                            |             |
| 7                 | David Beckham    | 02/05/1975    | 31   | 1     | Manchester United | 3     | 0    | 1          | 0                                          | 0           |
| 8                 | Paul Scholes     | 16/11/1974    | 24   | 9     | Manchester United | 3     | 1    | 0          | 0                                          | 0           |
| 11                | Steve McManaman  | 11/02/1972    | 28   | 2     | Real Madrid       | 1     | 1    | 0          | 0                                          | 0           |
| 14                | Paul Ince        | 21/10/1967    | 50   | 2     | Middlesbrough     | 3     | 0    | 1          | 0                                          | 0           |
| 17                | Dennis Wise      | 15/12/1966    | 16   | 1     | Chelsea           | 3     | 0    | 0          | 0                                          | 0           |
| 18                | Nick Barmby      | 11/02/1974    | 11   | 3     | Everton           | 2     | 0    | 0          | 0                                          | 0           |
| 16                | Steven Gerrard   | 30/05/1980    | 1    | 0     | Liverpool         | 1     | 0    | 0          | 0                                          | 0           |
| Aanval            |                  |               |      |       |                   |       |      |            |                                            |             |
| 9                 | Alan Shearer     | 13/08/1970    | 60   | 28    | Newcastle United  | 3     | 2    | 1          | 0                                          | 0           |
| 10                | Michael Owen     | 14/12/1979    | 19   | 6     | Liverpool         | 3     | 1    | 0          | 0                                          | 0           |
| 19                | Emile Heskey     | 11/01/1978    | 7    | 1     | Liverpool         | 2     | 0    | 0          | 0                                          | 0           |
| 20                | Kevin Phillips   | 25/07/1973    | 6    | 0     | Sunderland        | 0     | 0    | 0          | 0                                          | 0           |
| 21                | Robbie Fowler    | 09/04/1975    | 14   | 3     | Liverpool         | 0     | 0    | 0          | 0                                          | 0           |
| Bondscoach        |                  |               |      |       |                   |       |      |            |                                            |             |
| Vlag van Engeland | Kevin Keegan     | 14/02/1951    |      |       |                   |       |      |            |                                            |             |

## WK-eindronde 2002
- Resultaat: kwartfinale

data corresponderend met situatie voorafgaand aan toernooi
| Nummer / Naam   | Nummer / Naam       | Geboortedatum | Caps | Goals | Club              | Duels | Goal | Kreeg geel | Kreeg voor de tweede keer geel en dus rood | Weggestuurd |
| Doel            | Doel                | Doel          | Doel | Doel  | Doel              | Doel  | Doel | Doel       | Doel                                       | Doel        |
| --------------- | ------------------- | ------------- | ---- | ----- | ----------------- | ----- | ---- | ---------- | ------------------------------------------ | ----------- |
| 1               | David Seaman        | 19/09/1963    | 24   | 0     | Arsenal           | 5     | 0    | 0          | 0                                          | 0           |
| 13              | Nigel Martyn        | 11/08/1966    | 22   |       | Leeds United      | 0     | 0    | 0          | 0                                          | 0           |
| 22              | David James         | 01/08/1970    | 9    |       | West Ham United   | 0     | 0    | 0          | 0                                          | 0           |
| Verdediging     |                     |               |      |       |                   |       |      |            |                                            |             |
| 2               | Danny Mills         | 18/05/1977    | 7    |       | Leeds United      | 5     | 0    | 1          | 0                                          | 0           |
| 3               | Ashley Cole         | 20/12/1980    | 8    |       | Arsenal           | 5     | 0    | 1          | 0                                          | 0           |
| 5               | Rio Ferdinand       | 07/11/1978    | 21   |       | Leeds United      | 5     | 1    | 1          | 0                                          | 0           |
| 6               | Sol Campbell        | 18/09/1974    | 45   |       | Arsenal           | 5     | 1    | 1          | 0                                          | 0           |
| 12              | Wes Brown           | 13 /10/1979   | 6    |       | Manchester United | 0     | 0    | 0          | 0                                          | 0           |
| 14              | Wayne Bridge        | 05/08/1980    | 5    |       | Southampton       | 2     | 0    | 0          | 0                                          | 0           |
| 15              | Martin Keown        | 24/07/1966    | 42   |       | Arsenal           | 0     | 0    | 0          | 0                                          | 0           |
| 16              | Gareth Southgate    | 03/09/1970    | 48   |       | Middlesbrough     | 0     | 0    | 0          | 0                                          | 0           |
| Middenveld      |                     |               |      |       |                   |       |      |            |                                            |             |
| 4               | Trevor Sinclair     | 02/03/1973    | 5    |       | West Ham United   | 4     | 0    | 0          | 0                                          | 0           |
| 7               | David Beckham       | 02/05/1975    | 49   |       | Manchester United | 5     | 1    | 0          | 0                                          | 0           |
| 8               | Paul Scholes        | 16/11/1974    | 43   |       | Manchester United | 5     | 0    | 1          | 0                                          | 0           |
| 18              | Owen Hargreaves     | 20/01/1981    | 6    |       | Bayern München    | 2     | 0    | 0          | 0                                          | 0           |
| 19              | Joe Cole            | 08/11/1981    | 6    |       | West Ham United   | 1     | 0    | 0          | 0                                          | 0           |
| 21              | Nicky Butt          | 21/01/1975    | 18   |       | Manchester United | 4     | 0    | 0          | 0                                          | 0           |
| 23              | Kieron Dyer         | 29/12/1978    | 9    |       | Newcastle United  | 3     | 0    | 0          | 0                                          | 0           |
| Aanval          |                     |               |      |       |                   |       |      |            |                                            |             |
| 9               | Robbie Fowler       | 09/04/1975    | 24   |       | Leeds United      | 1     | 0    | 0          | 0                                          | 0           |
| 10              | Michael Owen        | 14/12/1979    | 35   |       | Liverpool         | 5     | 2    | 0          | 0                                          | 0           |
| 11              | Emile Heskey        | 11/01/1978    | 23   |       | Liverpool         | 5     | 1    | 1          | 0                                          | 0           |
| 17              | Teddy Sheringham    | 02/04/1966    | 46   |       | Tottenham Hotspur | 4     | 0    | 0          | 0                                          | 0           |
| 20              | Darius Vassell      | 13/06/1980    | 5    |       | Aston Villa       | 3     | 0    | 0          | 0                                          | 0           |
| Bondscoach      |                     |               |      |       |                   |       |      |            |                                            |             |
| Vlag van Zweden | Sven-Göran Eriksson | 05/02/1948    |      |       |                   |       |      |            |                                            |             |

## EK-eindronde 2004
- Resultaat: kwartfinale

data corresponderend met situatie voorafgaand aan toernooi
| Nummer / Naam   | Nummer / Naam       | Geboortedatum | Caps | Goals | Club              | Duels | Goal | Kreeg geel | Kreeg voor de tweede keer geel en dus rood | Weggestuurd |
| Doel            | Doel                | Doel          | Doel | Doel  | Doel              | Doel  | Doel | Doel       | Doel                                       | Doel        |
| --------------- | ------------------- | ------------- | ---- | ----- | ----------------- | ----- | ---- | ---------- | ------------------------------------------ | ----------- |
| 1               | David James         | 01/08/1970    | 24   |       | Manchester City   | 4     | 0    | 1          | 0                                          | 0           |
| 13              | Paul Robinson       | 15/10/1979    | 5    |       | Leeds United      | 0     | 0    | 0          | 0                                          | 0           |
| 22              | Ian Walker          | 31/10/1971    | 4    |       | Leicester City    | 0     | 0    | 0          | 0                                          | 0           |
| Verdediging     |                     |               |      |       |                   |       |      |            |                                            |             |
| 2               | Gary Neville        | 18/02/1975    | 63   |       | Manchester United | 4     | 0    | 1          | 0                                          | 0           |
| 3               | Ashley Cole         | 20/12/1980    | 26   |       | Arsenal           | 4     | 0    | 0          | 0                                          | 0           |
| 5               | John Terry          | 07/12/1980    | 8    |       | Chelsea           | 3     | 0    | 0          | 0                                          | 0           |
| 6               | Sol Campbell        | 18/09/1974    | 58   |       | Arsenal           | 4     | 0    | 0          | 0                                          | 0           |
| 12              | Wayne Bridge        | 05/08/1980    | 17   |       | Chelsea           | 0     | 0    | 0          | 0                                          | 0           |
| 14              | Phil Neville        | 21/01/1977    | 48   |       | Manchester United | 2     | 0    | 1          | 0                                          | 0           |
| 15              | Ledley King         | 12/10/1980    | 5    |       | Tottenham Hotspur | 2     | 0    | 0          | 0                                          | 0           |
| 16              | Jamie Carragher     | 28/01/1978    | 12   |       | Liverpool         | 0     | 0    | 0          | 0                                          | 0           |
| Middenveld      |                     |               |      |       |                   |       |      |            |                                            |             |
| 4               | Steven Gerrard      | 30/05/1980    | 24   |       | Liverpool         | 4     | 1    | 1          | 0                                          | 0           |
| 7               | David Beckham       | 02/05/1975    | 68   |       | Real Madrid       | 4     | 0    | 0          | 0                                          | 0           |
| 8               | Paul Scholes        | 16/11/1974    | 62   |       | Manchester United | 4     | 1    | 1          | 0                                          | 0           |
| 11              | Frank Lampard       | 20/06/1978    | 19   |       | Chelsea           | 4     | 3    | 1          | 0                                          | 0           |
| 17              | Nicky Butt          | 21/01/1975    | 35   |       | Manchester United | 0     | 0    | 0          | 0                                          | 0           |
| 18              | Owen Hargreaves     | 20/01/1981    | 19   |       | Bayern München    | 3     | 0    | 0          | 0                                          | 0           |
| 19              | Joe Cole            | 08/11/1981    | 17   |       | Chelsea           | 0     | 0    | 0          | 0                                          | 0           |
| 20              | Kieron Dyer         | 29/12/1978    | 22   |       | Newcastle United  | 1     | 0    | 0          | 0                                          | 0           |
| Aanval          |                     |               |      |       |                   |       |      |            |                                            |             |
| 9               | Wayne Rooney        | 24/10/1985    | 13   |       | Everton           | 4     | 4    | 1          | 0                                          | 0           |
| 10              | Michael Owen        | 14/12/1979    | 56   |       | Liverpool         | 4     | 1    | 0          | 0                                          | 0           |
| 21              | Emile Heskey        | 11/01/1978    | 42   |       | Liverpool         | 1     | 0    | 0          | 0                                          | 0           |
| 23              | Darius Vassell      | 13/06/1980    | 18   |       | Aston Villa       | 4     | 0    | 0          | 0                                          | 0           |
| Bondscoach      |                     |               |      |       |                   |       |      |            |                                            |             |
| Vlag van Zweden | Sven-Göran Eriksson | 05/02/1948    |      |       |                   |       |      |            |                                            |             |

## WK-eindronde 2006
- Resultaat: kwartfinale

| №               | Naam                | Geboortedatum | Caps | Goals | Club              | Duels | Goal | Kreeg geel | Kreeg voor de tweede keer geel en dus rood | Weggestuurd |
| Doel            | Doel                | Doel          | Doel | Doel  | Doel              | Doel  | Doel | Doel       | Doel                                       | Doel        |
| --------------- | ------------------- | ------------- | ---- | ----- | ----------------- | ----- | ---- | ---------- | ------------------------------------------ | ----------- |
| 1               | Paul Robinson       | 15/10/1979    | 21   | 0     | Tottenham Hotspur | 5     | 0    | 1          | 0                                          | 0           |
| 13              | David James         | 01/08/1970    | 34   | 0     | Manchester City   | 1     | 0    | 0          | 0                                          | 0           |
| 22              | Scott Carson        | 03/09/1985    | 0    | 0     | Liverpool         | 0     | 0    | 0          | 0                                          | 0           |
| Verdediging     |                     |               |      |       |                   |       |      |            |                                            |             |
| 2               | Gary Neville        | 18/02/1975    | 79   |       | Manchester United | 1     | 0    | 0          | 0                                          | 0           |
| 3               | Ashley Cole         | 20/12/1980    | 46   |       | Arsenal           | 4     | 0    | 0          | 0                                          | 0           |
| 5               | Rio Ferdinand       | 07/11/1978    | 47   |       | Manchester United | 4     | 0    | 0          | 0                                          | 0           |
| 6               | John Terry          | 07/12/1980    | 24   |       | Chelsea           | 3     | 0    | 1          | 0                                          | 0           |
| 12              | Sol Campbell        | 18/09/1974    | 68   |       | Arsenal           | 1     | 0    | 0          | 0                                          | 0           |
| 14              | Wayne Bridge        | 05/08/1980    | 23   |       | Fulham            | 0     | 0    | 0          | 0                                          | 0           |
| 15              | Jamie Carragher     | 28/01/1978    | 25   |       | Liverpool         | 3     | 0    | 1          | 0                                          | 0           |
| Middenveld      |                     |               |      |       |                   |       |      |            |                                            |             |
| 4               | Steven Gerrard      | 30/05/1980    | 42   |       | Liverpool         | 4     | 2    | 1          | 0                                          | 0           |
| 7               | David Beckham       | 02/05/1975    | 89   |       | Real Madrid       | 4     | 1    | 0          | 0                                          | 0           |
| 8               | Frank Lampard       | 20/06/1978    | 40   |       | Chelsea           | 4     | 0    | 1          | 0                                          | 0           |
| 11              | Joe Cole            | 08/11/1981    | 32   |       | Chelsea           | 4     | 1    | 0          | 0                                          | 0           |
| 16              | Owen Hargreaves     | 20/01/1981    | 30   |       | Bayern München    | 3     | 0    | 1          | 0                                          | 0           |
| 17              | Jermaine Jenas      | 18/02/1981    | 15   |       | Tottenham Hotspur | 0     | 0    | 0          | 0                                          | 0           |
| 18              | Michael Carrick     | 28/07/1981    | 6    |       | Tottenham Hotspur | 1     | 0    | 0          | 0                                          | 0           |
| 19              | Aaron Lennon        | 16/04/1987    | 1    |       | Tottenham Hotspur | 2     | 0    | 0          | 0                                          | 0           |
| 20              | Stewart Downing     | 22/07/1984    | 2    |       | Middlesbrough     | 3     | 0    | 0          | 0                                          | 0           |
| Aanval          |                     |               |      |       |                   |       |      |            |                                            |             |
| 9               | Wayne Rooney        | 24/10/1985    | 29   |       | Manchester United | 3     | 0    | 0          | 0                                          | 1           |
| 10              | Michael Owen        | 14/12/1979    | 77   |       | Newcastle United  | 3     | 0    | 0          | 0                                          | 0           |
| 21              | Peter Crouch        | 30/01/1981    | 7    |       | Liverpool         | 3     | 1    | 1          | 0                                          | 0           |
| 23              | Theo Walcott        | 16/03/1989    | 1    |       | Arsenal           | 0     | 0    | 0          | 0                                          | 0           |
| Bondscoach      |                     |               |      |       |                   |       |      |            |                                            |             |
| Vlag van Zweden | Sven-Göran Eriksson | 05/02/1948    |      |       |                   |       |      |            |                                            |             |

## WK-eindronde 2010
- Resultaat: tweede ronde

data corresponderend met situatie voorafgaand aan toernooi
| №               | Naam                  | Geboortedatum | Caps | Goals | Club              | Duels | Goal | Kreeg geel | Kreeg voor de tweede keer geel en dus rood | Weggestuurd |
| Doel            | Doel                  | Doel          | Doel | Doel  | Doel              | Doel  | Doel | Doel       | Doel                                       | Doel        |
| --------------- | --------------------- | ------------- | ---- | ----- | ----------------- | ----- | ---- | ---------- | ------------------------------------------ | ----------- |
| 1               | David James           | 01/08/1970    | 50   | 0     | Portsmouth        | 3     | 0    | 0          | 0                                          | 0           |
| 12              | Robert Green          | 19/01/1980    | 11   | 0     | West Ham United   | 1     | 0    | 0          | 0                                          | 0           |
| 23              | Joe Hart              | 19/04/1987    | 3    | 0     | Manchester City   | 0     | 0    | 0          | 0                                          | 0           |
| Verdediging     |                       |               |      |       |                   |       |      |            |                                            |             |
| 2               | Glen Johnson          | 23/08/1984    | 23   | 1     | Liverpool         | 4     | 0    | 2          | 0                                          | 0           |
| 3               | Ashley Cole           | 20/12/1980    | 79   | 0     | Chelsea           | 4     | 0    | 0          | 0                                          | 0           |
| 5               | Michael Dawson        | 18/11/1983    | 0    | 0     | Tottenham Hotspur | 0     | 0    | 0          | 0                                          | 0           |
| 6               | John Terry            | 07/12/1980    | 61   | 6     | Chelsea           | 4     | 0    | 0          | 0                                          | 0           |
| 13              | Stephen Warnock       | 12/12/1981    | 1    | 0     | Aston Villa       | 0     | 0    | 0          | 0                                          | 0           |
| 15              | Matthew Upson         | 18/04/1979    | 19   | 1     | West Ham United   | 2     | 1    | 0          | 0                                          | 0           |
| 18              | Jamie Carragher       | 28/01/1978    | 37   | 0     | Liverpool         | 2     | 0    | 2          | 0                                          | 0           |
| 20              | Ledley King           | 12/10/1980    | 21   | 2     | Tottenham Hotspur | 1     | 0    | 0          | 0                                          | 0           |
| Middenveld      |                       |               |      |       |                   |       |      |            |                                            |             |
| 4               | Steven Gerrard        | 30/05/1980    | 81   | 17    | Liverpool         | 4     | 1    | 1          | 0                                          | 0           |
| 7               | Aaron Lennon          | 16/04/1987    | 18   | 0     | Tottenham Hotspur | 2     | 0    | 0          | 0                                          | 0           |
| 8               | Frank Lampard         | 20/06/1978    | 79   | 20    | Chelsea           | 4     | 0    | 0          | 0                                          | 0           |
| 11              | Joe Cole              | 08/11/1981    | 54   | 10    | Chelsea           | 2     | 0    | 0          | 0                                          | 0           |
| 14              | Gareth Barry          | 23/02/1981    | 36   | 2     | Manchester City   | 3     | 0    | 0          | 0                                          | 0           |
| 16              | James Milner          | 04/01/1986    | 9    | 0     | Aston Villa       | 3     | 0    | 1          | 0                                          | 0           |
| 17              | Shaun Wright-Phillips | 25/10/1981    | 32   | 6     | Manchester City   | 3     | 0    | 0          | 0                                          | 0           |
| 22              | Michael Carrick       | 28/07/1981    | 22   | 0     | Manchester United | 0     | 0    | 0          | 0                                          | 0           |
| Aanval          |                       |               |      |       |                   |       |      |            |                                            |             |
| 9               | Peter Crouch          | 30/01/1981    | 39   | 21    | Tottenham Hotspur | 2     | 0    | 0          | 0                                          | 0           |
| 10              | Wayne Rooney          | 24/10/1985    | 61   | 25    | Manchester United | 4     | 0    | 0          | 0                                          | 0           |
| 19              | Jermaine Defoe        | 07/10/1982    | 39   | 11    | Tottenham Hotspur | 1     | 0    | 0          | 0                                          | 0           |
| 21              | Emile Heskey          | 11/01/1978    | 59   | 7     | Aston Villa       | 4     | 0    | 0          | 0                                          | 0           |
| Bondscoach      |                       |               |      |       |                   |       |      |            |                                            |             |
| Vlag van Italië | Fabio Capello         | 18/06/1946    |      |       |                   |       |      |            |                                            |             |

## EK-eindronde 2012
- Resultaat: kwartfinale

data corresponderend met situatie voorafgaand aan toernooi
| №                 | Naam                    | Geboortedatum | Caps | Goals | Club              | Duels | Goal | Kreeg geel | Kreeg voor de tweede keer geel en dus rood | Weggestuurd |
| Doel              | Doel                    | Doel          | Doel | Doel  | Doel              | Doel  | Doel | Doel       | Doel                                       | Doel        |
| ----------------- | ----------------------- | ------------- | ---- | ----- | ----------------- | ----- | ---- | ---------- | ------------------------------------------ | ----------- |
| 1                 | Joe Hart                | 19/04/1987    | 18   | 0     | Manchester City   | 4     | 0    | 0          | 0                                          | 0           |
| 13                | Robert Green            | 19/01/1980    | 12   | 0     | West Ham United   | 0     | 0    | 0          | 0                                          | 0           |
| 23                | Jack Butland            | 10/03/1993    | 0    | 0     | Birmingham City   | 0     | 0    | 0          | 0                                          | 0           |
| Verdediging       |                         |               |      |       |                   |       |      |            |                                            |             |
| 2                 | Glen Johnson            | 23/08/1984    | 36   | 1     | Liverpool         | 4     | 0    | 0          | 0                                          | 0           |
| 3                 | Ashley Cole             | 20/12/1980    | 94   | 0     | Chelsea           | 4     | 0    | 1          | 0                                          | 0           |
| 5                 | Martin Kelly            | 27/04/1990    | 1    | 0     | Liverpool         | 0     | 0    | 0          | 0                                          | 0           |
| 6                 | John Terry              | 07/12/1980    | 73   | 6     | Chelsea           | 4     | 0    | 0          | 0                                          | 0           |
| 12                | Leighton Baines         | 11/12/1984    | 8    | 0     | Everton           | 0     | 0    | 0          | 0                                          | 0           |
| 14                | Phil Jones              | 21/02/1992    | 5    | 0     | Manchester United | 0     | 0    | 0          | 0                                          | 0           |
| 15                | Joleon Lescott          | 16/08/1982    | 16   | 0     | Manchester City   | 4     | 1    | 0          | 0                                          | 0           |
| 18                | Phil Jagielka           | 17/08/1982    | 12   | 0     | Everton           | 0     | 0    | 0          | 0                                          | 0           |
| Middenveld        |                         |               |      |       |                   |       |      |            |                                            |             |
| 4                 | Steven Gerrard          | 30/05/1980    | 92   | 19    | Liverpool         | 4     | 0    | 1          | 0                                          | 0           |
| 8                 | Jordan Henderson        | 17/06/1990    | 3    | 0     | Liverpool         | 2     | 0    | 0          | 0                                          | 0           |
| 11                | Ashley Young            | 09/07/1985    | 21   | 6     | Manchester United | 4     | 0    | 1          | 0                                          | 0           |
| 16                | James Milner            | 04/01/1986    | 26   | 0     | Manchester City   | 4     | 0    | 1          | 0                                          | 0           |
| 17                | Scott Parker            | 13/10/1980    | 13   | 0     | Tottenham Hotspur | 4     | 0    | 1          | 0                                          | 0           |
| 19                | Stewart Downing         | 22/07/1984    | 34   | 0     | Liverpool         | 0     | 0    | 0          | 0                                          | 0           |
| Aanval            |                         |               |      |       |                   |       |      |            |                                            |             |
| 7                 | Theo Walcott            | 16/03/1989    | 24   | 3     | Arsenal           | 4     | 1    | 0          | 0                                          | 0           |
| 9                 | Andy Carroll            | 06/01/1989    | 4    | 1     | Liverpool         | 3     | 1    | 0          | 0                                          | 0           |
| 10                | Wayne Rooney            | 24/10/1985    | 74   | 27    | Manchester United | 2     | 1    | 1          | 0                                          | 0           |
| 20                | Alex Oxlade-Chamberlain | 15/08/1993    | 2    | 0     | Arsenal           | 3     | 0    | 1          | 0                                          | 0           |
| 21                | Jermain Defoe           | 07/10/1982    | 47   | 15    | Tottenham Hotspur | 1     | 0    | 0          | 0                                          | 0           |
| 22                | Danny Welbeck           | 26/11/1990    | 5    | 1     | Manchester United | 4     | 1    | 0          | 0                                          | 0           |
| Bondscoach        |                         |               |      |       |                   |       |      |            |                                            |             |
| Vlag van Engeland | Roy Hodgson             | 09/08/1947    |      |       |                   |       |      |            |                                            |             |

## EK-eindronde 2016
- Resultaat: kwartfinale

data corresponderend met situatie voorafgaand aan toernooi
| №                 | Naam             | Geboortedatum | Caps | Goals | Club              | Duels | Goal | Kreeg geel | Kreeg voor de tweede keer geel en dus rood | Weggestuurd |
| Doel              | Doel             | Doel          | Doel | Doel  | Doel              | Doel  | Doel | Doel       | Doel                                       | Doel        |
| ----------------- | ---------------- | ------------- | ---- | ----- | ----------------- | ----- | ---- | ---------- | ------------------------------------------ | ----------- |
| 1                 | Joe Hart         | 19/04/1987    | 59   | 0     | Manchester City   | 4     | 0    | 0          | 0                                          | 0           |
| 13                | Fraser Forster   | 17/03/1988    | 6    | 0     | Southampton       | 0     | 0    | 0          | 0                                          | 0           |
| 23                | Tom Heaton       | 15/04/1986    | 1    | 0     | Burnley           | 0     | 0    | 0          | 0                                          | 0           |
| Verdediging       |                  |               |      |       |                   |       |      |            |                                            |             |
| 2                 | Kyle Walker      | 28/05/1990    | 16   | 0     | Tottenham Hotspur | 3     | 0    | 0          | 0                                          | 0           |
| 3                 | Danny Rose       | 02/07/1990    | 3    | 0     | Tottenham Hotspur | 3     | 0    | 0          | 0                                          | 0           |
| 5                 | Gary Cahill      | 19/12/1985    | 43   | 3     | Chelsea           | 4     | 0    | 1          | 0                                          | 0           |
| 6                 | Chris Smalling   | 22/11/1989    | 25   | 1     | Manchester United | 4     | 0    | 0          | 0                                          | 0           |
| 12                | Nathaniel Clyne  | 05/04/1991    | 12   | 0     | Liverpool         | 1     | 0    | 0          | 0                                          | 0           |
| 16                | John Stones      | 28/05/1994    | 10   | 0     | Everton           | 0     | 0    | 0          | 0                                          | 0           |
| 21                | Ryan Bertrand    | 05/08/1989    | 8    | 0     | Southampton       | 1     | 0    | 0          | 0                                          | 0           |
| Middenveld        |                  |               |      |       |                   |       |      |            |                                            |             |
| 4                 | James Milner     | 04/01/1986    | 60   | 1     | Liverpool         | 1     | 0    | 0          | 0                                          | 0           |
| 8                 | Adam Lallana     | 10/05/1988    | 23   | 0     | Liverpool         | 3     | 0    | 0          | 0                                          | 0           |
| 14                | Jordan Henderson | 17/06/1990    | 26   | 0     | Liverpool         | 1     | 0    | 0          | 0                                          | 0           |
| 17                | Eric Dier        | 15/01/1994    | 7    | 1     | Tottenham Hotspur | 4     | 1    | 0          | 0                                          | 0           |
| 18                | Jack Wilshere    | 01/01/1992    | 31   | 2     | Arsenal           | 3     | 0    | 0          | 0                                          | 0           |
| 19                | Ross Barkley     | 05/12/1993    | 22   | 2     | Everton           | 0     | 0    | 0          | 0                                          | 0           |
| 20                | Dele Alli        | 11/04/1996    | 8    | 1     | Tottenham Hotspur | 4     | 0    | 0          | 0                                          | 0           |
| Aanval            |                  |               |      |       |                   |       |      |            |                                            |             |
| 7                 | Raheem Sterling  | 08/12/1994    | 23   | 2     | Manchester City   | 3     | 0    | 0          | 0                                          | 0           |
| 9                 | Harry Kane       | 28/07/1993    | 12   | 5     | Tottenham Hotspur | 4     | 0    | 0          | 0                                          | 0           |
| 10                | Wayne Rooney     | 24/01/1985    | 111  | 52    | Manchester United | 4     | 1    | 1          | 0                                          | 0           |
| 11                | Jamie Vardy      | 11/01/1987    | 8    | 3     | Leicester City    | 3     | 1    | 0          | 0                                          | 0           |
| 15                | Daniel Sturridge | 01/09/1989    | 18   | 5     | Liverpool         | 3     | 1    | 1          | 0                                          | 0           |
| 22                | Marcus Rashford  | 31/10/1997    | 1    | 1     | Manchester United | 2     | 0    | 0          | 0                                          | 0           |
| Bondscoach        |                  |               |      |       |                   |       |      |            |                                            |             |
| Vlag van Engeland | Roy Hodgson      | 09/08/1947    |      |       |                   |       |      |            |                                            |             |

## WK-eindronde 2018
- Resultaat: vierde plaats

data corresponderend met situatie voorafgaand aan toernooi
| №                 | Naam                   | Geboortedatum | Caps | Goals | Club              | Duels | Goal | Kreeg geel | Kreeg voor de tweede keer geel en dus rood | Weggestuurd |
| Doel              | Doel                   | Doel          | Doel | Doel  | Doel              | Doel  | Doel | Doel       | Doel                                       | Doel        |
| ----------------- | ---------------------- | ------------- | ---- | ----- | ----------------- | ----- | ---- | ---------- | ------------------------------------------ | ----------- |
| 1                 | Jordan Pickford        | 07/03/1994    | 3    | 0     | Everton           | 7     | 0    | 0          | 0                                          | 0           |
| 13                | Jack Butland           | 10/03/1993    | 8    | 0     | Stoke City        | 0     | 0    | 0          | 0                                          | 0           |
| 23                | Nick Pope              | 19/01/1980    | 12   | 0     | Burnley           | 0     | 0    | 0          | 0                                          | 0           |
| Verdediging       |                        |               |      |       |                   |       |      |            |                                            |             |
| 2                 | Kyle Walker            | 28/05/1990    | 35   | 0     | Manchester City   | 5     | 0    | 2          | 0                                          | 0           |
| 3                 | Danny Rose             | 02/07/1990    | 18   | 0     | Tottenham Hotspur | 5     | 0    | 0          | 0                                          | 0           |
| 5                 | John Stones            | 28/05/1994    | 26   | 0     | Manchester City   | 7     | 2    | 1          | 0                                          | 0           |
| 6                 | Harry Maguire          | 05/03/1993    | 5    | 0     | Leicester City    | 7     | 1    | 2          | 0                                          | 0           |
| 12                | Kieran Trippier        | 19/09/1990    | 7    | 0     | Tottenham Hotspur | 6     | 1    | 0          | 0                                          | 0           |
| 15                | Gary Cahill            | 19/12/1985    | 60   | 5     | Chelsea           | 1     | 0    | 0          | 0                                          | 0           |
| 16                | Phil Jones             | 21/02/1992    | 25   | 0     | Manchester United | 2     | 0    | 0          | 0                                          | 0           |
| 17                | Fabian Delph           | 21/11/1989    | 11   | 0     | Manchester City   | 4     | 0    | 0          | 0                                          | 0           |
| 22                | Trent Alexander-Arnold | 07/10/1998    | 1    | 0     | Liverpool         | 1     | 0    | 0          | 0                                          | 0           |
| Middenveld        |                        |               |      |       |                   |       |      |            |                                            |             |
| 4                 | Eric Dier              | 15/01/1994    | 26   | 3     | Tottenham Hotspur | 6     | 0    | 0          | 0                                          | 0           |
| 7                 | Jesse Lingard          | 15/12/1992    | 12   | 1     | Manchester United | 6     | 1    | 1          | 0                                          | 0           |
| 8                 | Jordan Henderson       | 17/06/1990    | 39   | 0     | Liverpool         | 5     | 0    | 1          | 0                                          | 0           |
| 18                | Ashley Young           | 09/07/1985    | 34   | 7     | Manchester United | 5     | 0    | 0          | 0                                          | 0           |
| 20                | Dele Alli              | 11/04/1996    | 25   | 2     | Tottenham Hotspur | 5     | 1    | 0          | 0                                          | 0           |
| 21                | Ruben Loftus-Cheek     | 23/01/1996    | 4    | 0     | Chelsea           | 4     | 0    | 1          | 0                                          | 0           |
| Aanval            |                        |               |      |       |                   |       |      |            |                                            |             |
| 9                 | Harry Kane             | 28/07/1993    | 24   | 13    | Tottenham Hotspur | 6     | 6    | 0          | 0                                          | 0           |
| 10                | Raheem Sterling        | 08/12/1994    | 38   | 2     | Manchester City   | 6     | 0    | 0          | 0                                          | 0           |
| 11                | Jamie Vardy            | 11/01/1987    | 22   | 7     | Leicester City    | 4     | 0    | 0          | 0                                          | 0           |
| 14                | Danny Welbeck          | 26/11/1990    | 39   | 16    | Arsenal           | 1     | 0    | 0          | 0                                          | 0           |
| 19                | Marcus Rashford        | 31/10/1997    | 19   | 3     | Manchester United | 6     | 0    | 0          | 0                                          | 0           |
| Bondscoach        |                        |               |      |       |                   |       |      |            |                                            |             |
| Vlag van Engeland | Gareth Southgate       | 03/09/1970    |      |       |                   |       |      |            |                                            |             |

FA · A-internationals · Selecties · Bondscoaches · Engels vrouwenelftal · Brits olympisch elftal · Engeland -21 · Engeland -20 · Engeland -19 · Engeland -18 · Engeland -17 · Engeland -16 · Vrouwen -17
1872 – 1899 ·
1900 – 1919 ·
1920 – 1929 ·
1930 – 1939 ·
1940 – 1949 ·
1950 – 1959 ·
1960 – 1969 ·
1970 – 1979 ·
1980 – 1989 ·
1990 – 1999 ·
2000 – 2009 ·
2010 – 2019 ·
2020 − 2029
EK's: 1968 ·
1980 ·
1988 ·
1992 ·
1996 ·
2000 ·
2004 ·
2012 · 
2016 · 
2020 · 
2024
WK's: 1950 ·
1954 ·
1958 ·
1962 ·
1966 ·
1970 ·
1982 ·
1986 ·
1990 ·
1998 ·
2002 ·
2006 ·
2010 ·
2014 ·
2018 · 
2022
Albanië ·
Algerije ·
Andorra ·
Argentinië ·
Australië ·
Azerbeidzjan ·
België ·
Bosnië en Herzegovina ·
Brazilië ·
Bulgarije ·
Canada ·
Chili ·
China ·
Colombia ·
Costa Rica ·
Cyprus ·
Denemarken ·
DDR · 
Duitsland ·
Ecuador ·
Egypte ·
Estland ·
Finland ·
Frankrijk ·
Georgië ·
Ghana ·
GOS ·
Griekenland ·
Honduras ·
Hongarije ·
Ierland ·
IJsland · 
Iran ·
Israël ·
Italië ·
Ivoorkust ·
Jamaica ·
Japan ·
Joegoslavië ·
Kameroen ·
Kazachstan ·
Koeweit ·
Kosovo ·
Kroatië ·
Liechtenstein ·
Litouwen ·
Luxemburg ·
Maleisië ·
Malta ·
Marokko ·
Mexico ·
Moldavië ·
Montenegro ·
Nederland ·
Nieuw-Zeeland ·
Nigeria ·
Noord-Ierland ·
Noord-Macedonië ·
Noorwegen ·
Oekraïne ·
Oostenrijk ·
Panama · 
Paraguay ·
Peru · 
Polen ·
Portugal ·
Roemenië ·
Rusland ·
San Marino · 
Saoedi-Arabië ·
Schotland ·
Senegal ·
Servië ·
Servië en Montenegro · 
Slovenië ·
Slowakije ·
Sovjet-Unie ·
Spanje ·
Trinidad en Tobago ·
Tsjechië ·
Tsjecho-Slowakije ·
Tunesië ·
Turkije ·
Uruguay ·
Verenigde Staten ·
Wales ·
Wit-Rusland ·
Zuid-Afrika ·
Zuid-Korea ·
Zweden ·
Zwitserland
Algerije (2010) · 
Argentinië (1986) · 
Argentinië (1998) · 
Argentinië (2002) · 
België (1990) · 
België (2018, 1) · 
België (2018, 2) · 
Brazilië (2002) · 
Colombia (1998) ·
Colombia (2018) ·
Costa Rica (2014) ·
Denemarken (2002) ·
Denemarken (2021) · 
Duitsland (2000) ·
Duitsland (2010) ·
Duitsland (2021) ·
Ecuador (2006) ·
Egypte (1990) ·
Frankrijk (1982) ·
Frankrijk (2012) ·
Frankrijk (2022) ·
Ierland (1990) · 
IJsland (2016) ·
Italië (1990) · 
Italië (2012) · 
Italië (2014) · 
Italië (2021) · 
Kameroen (1990) · 
Koeweit (1982) · 
Kroatië (2018) ·
Kroatië (2021) · 
Marokko (1986) · 
Nederland (1990) · 
Nigeria (2002) · 
Oekraïne (2012) · 
Oekraïne (2021) ·
Panama (2018) · 
Paraguay (1986) · 
Paraguay (2006) · 
Polen (1986) · 
Portugal (1986) · 
Portugal (2000) · 
Portugal (2006) · 
Roemenië (1998) ·
Roemenië (2000) ·
Rusland (2016) ·
Schotland (2021) ·
Senegal (2022) ·
Slovenië (2010) ·
Slowakije (2016) ·
Spanje (1982) ·
Spanje (2024) ·
Trinidad en Tobago (2006) ·
Tsjechië (2021) ·
Tsjecho-Slowakije (1982) ·
Tunesië (1998) ·
Tunesië (2018) ·
Uruguay (2014) ·
Verenigde Staten (2010) ·
Wales (2016) · 
West-Duitsland (1966) ·
West-Duitsland (1982) ·
West-Duitsland (1990) ·
Zweden (2002) ·
Zweden (2006) · 
Zweden (2012)